# Basketbal na Letních olympijských hrách 2012
Basketbalový turnaj na Letních olympijských hrách 2012 proběhl od 28. července do 12. srpna 2012. Turnaj se odehrál v Basketball Areně a North Greenwich Aréně
v Londýně.

## Arény
| Londýn                | Londýn           |
| North Greenwich Arena | Basketball Arena |
| North Greenwich Arena | Basketball Aréna |
| Kapacita: 20 000      | Kapacita: 12 000 |
| Otevřen:              | Otevřen: 2011    |

## Turnaj mužů
| Zlato   | Spojené státy americké (USA) |
| Stříbro | Španělsko (ESP)              |
| Bronz   | Rusko (RUS)                  |

Turnaje se zúčastnilo 12 mužstev, rozdělených do dvou šestičlenných skupin, z nichž první čtyři postoupili do play off, kde se hrálo o medaile. Olympijským vítězem se stalo mužstvo Spojených států.

### Skupina A
|    |           | USA    | FRA   | ARG    | LIT    | NGR    | TUN    | V | P | Skóre   | B  |
| 1. | USA       | ***    | 98:71 | 126:97 | 99:94  | 156:73 | 110:63 | 5 | 0 | 589:398 | 10 |
| 2. | Francie   | 71:98  | ***   | 71:64  | 82:74  | 79:73  | 73:69  | 4 | 1 | 376:378 | 9  |
| 3. | Argentina | 97:126 | 64:71 | ***    | 102:79 | 93:79  | 92:69  | 3 | 2 | 448:424 | 8  |
| 4. | Litva     | 94:99  | 74:82 | 79:102 | ***    | 72:53  | 76:63  | 2 | 3 | 395:399 | 7  |
| 5. | Nigérie   | 73:156 | 73:79 | 79:93  | 53:72  | ***    | 60:56  | 1 | 4 | 338:456 | 6  |
| 6. | Tunisko   | 63:110 | 69:73 | 69:92  | 63:76  | 56:60  | ***    | 0 | 5 | 320:411 | 5  |

| 29. července 2012 9:00 | Report | Nigérie                                       | 60 – 56 | Tunisko         |  | Basketball Arena, Londýn Rozhodčí: Ilija Belošević (SRB), Marcos Benito (BRA), Rabah Noujaim (LIB) |
| 29. července 2012 9:00 | Report | Skóre po čtvrtinách: 18:7, 13:8, 14:16, 15:25 |         |                 |  | Basketball Arena, Londýn Rozhodčí: Ilija Belošević (SRB), Marcos Benito (BRA), Rabah Noujaim (LIB) |
| 29. července 2012 9:00 | Report | Aminu 15                                      | Body    | Rzig 18         |  | Basketball Arena, Londýn Rozhodčí: Ilija Belošević (SRB), Marcos Benito (BRA), Rabah Noujaim (LIB) |
| 29. července 2012 9:00 | Report | Diogu 10                                      | Dosk.   | Ben Romdhane 12 |  | Basketball Arena, Londýn Rozhodčí: Ilija Belošević (SRB), Marcos Benito (BRA), Rabah Noujaim (LIB) |
| 29. července 2012 9:00 | Report | Skinn 3                                       | Asist.  | 3 hráči 3       |  | Basketball Arena, Londýn Rozhodčí: Ilija Belošević (SRB), Marcos Benito (BRA), Rabah Noujaim (LIB) |

| 29. července 2012 14:30 | Report | USA                                             | 98 – 71 | Francie   |  | Basketball Arena, Londýn Rozhodčí: Cristiano Maranho (BRA), Saša Pukl (SLO), Michael Aylen (AUS) |
| 29. července 2012 14:30 | Report | Skóre po čtvrtinách: 22:21, 30:15, 26:15, 20:20 |         |           |  | Basketball Arena, Londýn Rozhodčí: Cristiano Maranho (BRA), Saša Pukl (SLO), Michael Aylen (AUS) |
| 29. července 2012 14:30 | Report | Durant 22                                       | Body    | Traore 12 |  | Basketball Arena, Londýn Rozhodčí: Cristiano Maranho (BRA), Saša Pukl (SLO), Michael Aylen (AUS) |
| 29. července 2012 14:30 | Report | 3 hráči 9                                       | Dosk.   | Turiaf 9  |  | Basketball Arena, Londýn Rozhodčí: Cristiano Maranho (BRA), Saša Pukl (SLO), Michael Aylen (AUS) |
| 29. července 2012 14:30 | Report | James 8                                         | Asist.  | de Colo 3 |  | Basketball Arena, Londýn Rozhodčí: Cristiano Maranho (BRA), Saša Pukl (SLO), Michael Aylen (AUS) |

| 29. července 2012 22:15 | Report | Argentina                                       | 102 – 79 | Litva       |  | Basketball Arena, Londýn Rozhodčí: Carl Jungebrand (FIN), Jorge Carrion (PUR), Vaughan Mayberry (AUS) |
| 29. července 2012 22:15 | Report | Skóre po čtvrtinách: 24:23, 27:16, 27:22, 24:18 |          |             |  | Basketball Arena, Londýn Rozhodčí: Carl Jungebrand (FIN), Jorge Carrion (PUR), Vaughan Mayberry (AUS) |
| 29. července 2012 22:15 | Report | Scola 32                                        | Body     | Kleiza 20   |  | Basketball Arena, Londýn Rozhodčí: Carl Jungebrand (FIN), Jorge Carrion (PUR), Vaughan Mayberry (AUS) |
| 29. července 2012 22:15 | Report | Ginóbili 10                                     | Dosk.    | Kleiza 7    |  | Basketball Arena, Londýn Rozhodčí: Carl Jungebrand (FIN), Jorge Carrion (PUR), Vaughan Mayberry (AUS) |
| 29. července 2012 22:15 | Report | Ginóbili, Prigioni 6                            | Asist.   | Kalnietis 5 |  | Basketball Arena, Londýn Rozhodčí: Carl Jungebrand (FIN), Jorge Carrion (PUR), Vaughan Mayberry (AUS) |

| 31. července 2012 14:30 | Report | Litva                                          | 72 – 53 | Nigérie             |  | Basketball Arena, Londýn Rozhodčí: Cristiano Maranho (BRA), Stephen Seibel (CAN), Vitalis Gode (KEN) |
| 31. července 2012 14:30 | Report | Skóre po čtvrtinách: 14:8, 20:19, 22:13, 16:13 |         |                     |  | Basketball Arena, Londýn Rozhodčí: Cristiano Maranho (BRA), Stephen Seibel (CAN), Vitalis Gode (KEN) |
| 31. července 2012 14:30 | Report | Songaila 12                                    | Body    | Diogu, Al. Aminu 12 |  | Basketball Arena, Londýn Rozhodčí: Cristiano Maranho (BRA), Stephen Seibel (CAN), Vitalis Gode (KEN) |
| 31. července 2012 14:30 | Report | Kleiza 6                                       | Dosk.   | Al. Aminu 11        |  | Basketball Arena, Londýn Rozhodčí: Cristiano Maranho (BRA), Stephen Seibel (CAN), Vitalis Gode (KEN) |
| 31. července 2012 14:30 | Report | Jasikevičius 9                                 | Asist.  | Al. Aminu 2         |  | Basketball Arena, Londýn Rozhodčí: Cristiano Maranho (BRA), Stephen Seibel (CAN), Vitalis Gode (KEN) |

| 31. července 2012 20:00 | Report | Francie                                         | 71 – 64 | Argentina   |  | Basketball Arena, Londýn Rozhodčí: Juan Arteaga (ESP), Marcos Benito (BRA), Luigi Lamonica (ITA) |
| 31. července 2012 20:00 | Report | Skóre po čtvrtinách: 19:12, 13:17, 23:24, 16:11 |         |             |  | Basketball Arena, Londýn Rozhodčí: Juan Arteaga (ESP), Marcos Benito (BRA), Luigi Lamonica (ITA) |
| 31. července 2012 20:00 | Report | Parker 17                                       | Body    | Ginóbili 26 |  | Basketball Arena, Londýn Rozhodčí: Juan Arteaga (ESP), Marcos Benito (BRA), Luigi Lamonica (ITA) |
| 31. července 2012 20:00 | Report | Batum 7                                         | Dosk.   | Scola 8     |  | Basketball Arena, Londýn Rozhodčí: Juan Arteaga (ESP), Marcos Benito (BRA), Luigi Lamonica (ITA) |
| 31. července 2012 20:00 | Report | Parker 5                                        | Asist.  | Prigioni 8  |  | Basketball Arena, Londýn Rozhodčí: Juan Arteaga (ESP), Marcos Benito (BRA), Luigi Lamonica (ITA) |

| 31. července 2012 22:15 | Report | Tunisko                                         | 63 – 110 | USA              |  | Basketball Arena, Londýn Rozhodčí: Vaughan Mayberry (AUS), Samir Abaakil (MAR), Oļegs Latiševs (LAT) |
| 31. července 2012 22:15 | Report | Skóre po čtvrtinách: 15:21, 18:25, 14:39, 16:25 |          |                  |  | Basketball Arena, Londýn Rozhodčí: Vaughan Mayberry (AUS), Samir Abaakil (MAR), Oļegs Latiševs (LAT) |
| 31. července 2012 22:15 | Report | Ben Romdhane 22                                 | Body     | Love, Anthony 16 |  | Basketball Arena, Londýn Rozhodčí: Vaughan Mayberry (AUS), Samir Abaakil (MAR), Oļegs Latiševs (LAT) |
| 31. července 2012 22:15 | Report | Ben Romdhane 11                                 | Dosk.    | Durant 10        |  | Basketball Arena, Londýn Rozhodčí: Vaughan Mayberry (AUS), Samir Abaakil (MAR), Oļegs Latiševs (LAT) |
| 31. července 2012 22:15 | Report | Ben Romdhane 4                                  | Asist.   | Paul 7           |  | Basketball Arena, Londýn Rozhodčí: Vaughan Mayberry (AUS), Samir Abaakil (MAR), Oļegs Latiševs (LAT) |

| 2. srpna 2012 9:00 | Report | Francie                                        | 82 – 74 | Litva          |  | Basketball Arena, Londýn Rozhodčí: Christos Christodoulou (GRE), Ilija Belošević (SRB), Jorge Vázquez (PUR) |
| 2. srpna 2012 9:00 | Report | Skóre po čtvrtinách: 25:21, 14:22, 20:9, 23:22 |         |                |  | Basketball Arena, Londýn Rozhodčí: Christos Christodoulou (GRE), Ilija Belošević (SRB), Jorge Vázquez (PUR) |
| 2. srpna 2012 9:00 | Report | Parker 27                                      | Body    | Kleiza 17      |  | Basketball Arena, Londýn Rozhodčí: Christos Christodoulou (GRE), Ilija Belošević (SRB), Jorge Vázquez (PUR) |
| 2. srpna 2012 9:00 | Report | Turiaf 10                                      | Dosk.   | Kleiza 7       |  | Basketball Arena, Londýn Rozhodčí: Christos Christodoulou (GRE), Ilija Belošević (SRB), Jorge Vázquez (PUR) |
| 2. srpna 2012 9:00 | Report | Diaw 8                                         | Asist.  | Jasikevičius 5 |  | Basketball Arena, Londýn Rozhodčí: Christos Christodoulou (GRE), Ilija Belošević (SRB), Jorge Vázquez (PUR) |

| 2. srpna 2012 14:30 | Report | Argentina                                       | 92 – 69 | Tunisko   |  | Basketball Arena, Londýn Rozhodčí: Guerrino Cerebuch (ITA), Michael Aylen (AUS), Borys Ryschyk (UKR) |
| 2. srpna 2012 14:30 | Report | Skóre po čtvrtinách: 14:28, 26:12, 31:16, 21:13 |         |           |  | Basketball Arena, Londýn Rozhodčí: Guerrino Cerebuch (ITA), Michael Aylen (AUS), Borys Ryschyk (UKR) |
| 2. srpna 2012 14:30 | Report | Ginóbili 24                                     | Body    | Mejri 19  |  | Basketball Arena, Londýn Rozhodčí: Guerrino Cerebuch (ITA), Michael Aylen (AUS), Borys Ryschyk (UKR) |
| 2. srpna 2012 14:30 | Report | Scola 10                                        | Dosk.   | Mejri 14  |  | Basketball Arena, Londýn Rozhodčí: Guerrino Cerebuch (ITA), Michael Aylen (AUS), Borys Ryschyk (UKR) |
| 2. srpna 2012 14:30 | Report | Campazzo 7                                      | Asist.  | Laghnej 6 |  | Basketball Arena, Londýn Rozhodčí: Guerrino Cerebuch (ITA), Michael Aylen (AUS), Borys Ryschyk (UKR) |

| 2. srpna 2012 22:15 | Report | USA                                             | 156 – 73 | Nigérie  |  | Basketball Arena, Londýn Rozhodčí: Juan Arteaga (ESP), Robert Lottermoser (GER), Jelena Černovová (RUS) |
| 2. srpna 2012 22:15 | Report | Skóre po čtvrtinách: 49:25, 29:20, 41:17, 37:11 |          |          |  | Basketball Arena, Londýn Rozhodčí: Juan Arteaga (ESP), Robert Lottermoser (GER), Jelena Černovová (RUS) |
| 2. srpna 2012 22:15 | Report | Anthony 37                                      | Body     | Diogu 27 |  | Basketball Arena, Londýn Rozhodčí: Juan Arteaga (ESP), Robert Lottermoser (GER), Jelena Černovová (RUS) |
| 2. srpna 2012 22:15 | Report | Davis, Love 6                                   | Dosk.    | Diogu 7  |  | Basketball Arena, Londýn Rozhodčí: Juan Arteaga (ESP), Robert Lottermoser (GER), Jelena Černovová (RUS) |
| 2. srpna 2012 22:15 | Report | Williams 11                                     | Asist.   | Aminu 4  |  | Basketball Arena, Londýn Rozhodčí: Juan Arteaga (ESP), Robert Lottermoser (GER), Jelena Černovová (RUS) |

| 4. srpna 2012 9:00 | Report | Tunisko                                         | 69 – 73 | Francie   |  | Basketball Arena, Londýn Rozhodčí: Guerrino Cerebuch (ITA), William Kennedy (USA), Vaughan Mayberry (AUS) |
| 4. srpna 2012 9:00 | Report | Skóre po čtvrtinách: 15:20, 12:15, 16:25, 26:13 |         |           |  | Basketball Arena, Londýn Rozhodčí: Guerrino Cerebuch (ITA), William Kennedy (USA), Vaughan Mayberry (AUS) |
| 4. srpna 2012 9:00 | Report | Hdidane 20                                      | Body    | Parker 22 |  | Basketball Arena, Londýn Rozhodčí: Guerrino Cerebuch (ITA), William Kennedy (USA), Vaughan Mayberry (AUS) |
| 4. srpna 2012 9:00 | Report | Ben Romdhane 8                                  | Dosk.   | Batum 8   |  | Basketball Arena, Londýn Rozhodčí: Guerrino Cerebuch (ITA), William Kennedy (USA), Vaughan Mayberry (AUS) |
| 4. srpna 2012 9:00 | Report | Laghnej, Mejri 3                                | Asist.  | Diaw 5    |  | Basketball Arena, Londýn Rozhodčí: Guerrino Cerebuch (ITA), William Kennedy (USA), Vaughan Mayberry (AUS) |

| 4. srpna 2012 14:30 | Report | Litva                                           | 94 – 99 | USA               |  | Basketball Arena, Londýn Rozhodčí: Recep Ankaralı (TUR), Luigi Lamonica (ITA), Marcos Benito (BRA) |
| 4. srpna 2012 14:30 | Report | Skóre po čtvrtinách: 25:33, 26:22, 21:23, 22:21 |         |                   |  | Basketball Arena, Londýn Rozhodčí: Recep Ankaralı (TUR), Luigi Lamonica (ITA), Marcos Benito (BRA) |
| 4. srpna 2012 14:30 | Report | Kleiza 25                                       | Body    | James, Anthony 20 |  | Basketball Arena, Londýn Rozhodčí: Recep Ankaralı (TUR), Luigi Lamonica (ITA), Marcos Benito (BRA) |
| 4. srpna 2012 14:30 | Report | Pocius 7                                        | Dosk.   | Love 8            |  | Basketball Arena, Londýn Rozhodčí: Recep Ankaralı (TUR), Luigi Lamonica (ITA), Marcos Benito (BRA) |
| 4. srpna 2012 14:30 | Report | Jasikevičius, Pocius 6                          | Asist.  | Paul 6            |  | Basketball Arena, Londýn Rozhodčí: Recep Ankaralı (TUR), Luigi Lamonica (ITA), Marcos Benito (BRA) |

| 4. srpna 2012 22:15 | Report | Nigérie                                         | 93 – 79 | Argentina  |  | Basketball Arena, Londýn Rozhodčí: Cristiano Maranho (BRA), Michael Aylen (AUS), Samir Abaakil (MAR) |
| 4. srpna 2012 22:15 | Report | Skóre po čtvrtinách: 19:37, 18:20, 20:19, 22:17 |         |            |  | Basketball Arena, Londýn Rozhodčí: Cristiano Maranho (BRA), Michael Aylen (AUS), Samir Abaakil (MAR) |
| 4. srpna 2012 22:15 | Report | Diogu 16                                        | Body    | Scola 22   |  | Basketball Arena, Londýn Rozhodčí: Cristiano Maranho (BRA), Michael Aylen (AUS), Samir Abaakil (MAR) |
| 4. srpna 2012 22:15 | Report | Diogu 11                                        | Dosk.   | Nocioni 6  |  | Basketball Arena, Londýn Rozhodčí: Cristiano Maranho (BRA), Michael Aylen (AUS), Samir Abaakil (MAR) |
| 4. srpna 2012 22:15 | Report | Aminu 5                                         | Asist.  | Ginóbili 8 |  | Basketball Arena, Londýn Rozhodčí: Cristiano Maranho (BRA), Michael Aylen (AUS), Samir Abaakil (MAR) |

| 6. srpna 2012 11:15 | Report | Tunisko                                       | 63 – 76 | Litva                     |  | Basketball Arena, Londýn Rozhodčí: Juan Arteaga (ESP), Saša Pukl (SLO), Felicia Grinterová (USA |
| 6. srpna 2012 11:15 | Report | Skóre po čtvrtinách: 18:7, 17:22, 19:21, 9:26 |         |                           |  | Basketball Arena, Londýn Rozhodčí: Juan Arteaga (ESP), Saša Pukl (SLO), Felicia Grinterová (USA |
| 6. srpna 2012 11:15 | Report | Rzig 17                                       | Body    | Songaila, Jasikevičius 13 |  | Basketball Arena, Londýn Rozhodčí: Juan Arteaga (ESP), Saša Pukl (SLO), Felicia Grinterová (USA |
| 6. srpna 2012 11:15 | Report | Mejri 12                                      | Dosk.   | Kleiza, Valančiūnas 6     |  | Basketball Arena, Londýn Rozhodčí: Juan Arteaga (ESP), Saša Pukl (SLO), Felicia Grinterová (USA |
| 6. srpna 2012 11:15 | Report | Mejri 3                                       | Asist.  | Kalnietis 9               |  | Basketball Arena, Londýn Rozhodčí: Juan Arteaga (ESP), Saša Pukl (SLO), Felicia Grinterová (USA |

| 6. srpna 2012 14:30 | Report | Francie                                         | 79 – 73 | Nigérie           |  | Basketball Arena, Londýn Rozhodčí: Recep Ankaralı (TUR), Michael Aylen (AUS), Rabah Noujaim (LIB) |
| 6. srpna 2012 14:30 | Report | Skóre po čtvrtinách: 23:10, 18:20, 15:24, 23:19 |         |                   |  | Basketball Arena, Londýn Rozhodčí: Recep Ankaralı (TUR), Michael Aylen (AUS), Rabah Noujaim (LIB) |
| 6. srpna 2012 14:30 | Report | Batum 23                                        | Body    | Oguchi 35         |  | Basketball Arena, Londýn Rozhodčí: Recep Ankaralı (TUR), Michael Aylen (AUS), Rabah Noujaim (LIB) |
| 6. srpna 2012 14:30 | Report | Batum, Diaw 6                                   | Dosk.   | Diogu, A. Aminu 7 |  | Basketball Arena, Londýn Rozhodčí: Recep Ankaralı (TUR), Michael Aylen (AUS), Rabah Noujaim (LIB) |
| 6. srpna 2012 14:30 | Report | Parker 7                                        | Asist.  | 4 hráči 2         |  | Basketball Arena, Londýn Rozhodčí: Recep Ankaralı (TUR), Michael Aylen (AUS), Rabah Noujaim (LIB) |

| 6. srpna 2012 22:15 | Report | Argentina                                       | 97 – 126 | USA              |  | Basketball Arena, Londýn Rozhodčí: Christos Christodoulou (GRE), Ilija Belošević (SRB), Stephen Seibel (CAN) |
| 6. srpna 2012 22:15 | Report | Skóre po čtvrtinách: 32:34, 27:26, 17:42, 21:24 |          |                  |  | Basketball Arena, Londýn Rozhodčí: Christos Christodoulou (GRE), Ilija Belošević (SRB), Stephen Seibel (CAN) |
| 6. srpna 2012 22:15 | Report | Ginóbili 16                                     | Body     | Durant 28        |  | Basketball Arena, Londýn Rozhodčí: Christos Christodoulou (GRE), Ilija Belošević (SRB), Stephen Seibel (CAN) |
| 6. srpna 2012 22:15 | Report | Ginóbili 5                                      | Dosk.    | Iguodala, Love 9 |  | Basketball Arena, Londýn Rozhodčí: Christos Christodoulou (GRE), Ilija Belošević (SRB), Stephen Seibel (CAN) |
| 6. srpna 2012 22:15 | Report | Campazzo 7                                      | Asist.   | Paul 7           |  | Basketball Arena, Londýn Rozhodčí: Christos Christodoulou (GRE), Ilija Belošević (SRB), Stephen Seibel (CAN) |

### Skupina B
|    |                | RUS   | BRA   | ESP   | AUS    | GBR    | CHN   | V | P | Skóre   | B |
| 1. | Rusko          | ***   | 75:74 | 77:74 | 80:82  | 95:75  | 73:54 | 4 | 1 | 400:359 | 9 |
| 2. | Brazílie       | 74:75 | ***   | 88:82 | 75:71  | 67:62  | 98:59 | 4 | 1 | 402:349 | 9 |
| 3. | Španělsko      | 74:77 | 82:88 | ***   | 82:70  | 79:78  | 97:81 | 3 | 2 | 414:394 | 8 |
| 4. | Austrálie      | 82:80 | 71:75 | 70:82 | ***    | 106:75 | 81:61 | 3 | 2 | 410:373 | 8 |
| 5. | Velká Británie | 75:95 | 62:67 | 78:79 | 75:106 | ***    | 90:58 | 1 | 4 | 380:405 | 6 |
| 6. | Čína           | 54:73 | 59:98 | 81:97 | 61:81  | 58:90  | ***   | 0 | 5 | 313:419 | 5 |

| 29. července 2012 11:15 | Report | Brazílie                                        | 75 – 71 | Austrálie        |  | Basketball Arena, Londýn Rozhodčí: Guerrino Cerebuch (ITA), William Kennedy (USA), Christos Christodoulou (GRE) |
| 29. července 2012 11:15 | Report | Skóre po čtvrtinách: 19:20, 17:15, 20:14, 19:22 |         |                  |  | Basketball Arena, Londýn Rozhodčí: Guerrino Cerebuch (ITA), William Kennedy (USA), Christos Christodoulou (GRE) |
| 29. července 2012 11:15 | Report | Barbosa 16                                      | Body    | Mills 20         |  | Basketball Arena, Londýn Rozhodčí: Guerrino Cerebuch (ITA), William Kennedy (USA), Christos Christodoulou (GRE) |
| 29. července 2012 11:15 | Report | 3 hráči 7                                       | Dosk.   | Andersen 8       |  | Basketball Arena, Londýn Rozhodčí: Guerrino Cerebuch (ITA), William Kennedy (USA), Christos Christodoulou (GRE) |
| 29. července 2012 11:15 | Report | Huertas 10                                      | Asist.  | Mills, Nielsen 4 |  | Basketball Arena, Londýn Rozhodčí: Guerrino Cerebuch (ITA), William Kennedy (USA), Christos Christodoulou (GRE) |

| 29. července 2012 16:45 | Report | Španělsko                                       | 97 – 81 | Čína            |  | Basketball Arena, Londýn Rozhodčí: Luigi Lamonica (ITA), Felicia Grinterová (USA), Fernando Sampietro (ARG) |
| 29. července 2012 16:45 | Report | Skóre po čtvrtinách: 19:17, 34:24, 16:19, 28:21 |         |                 |  | Basketball Arena, Londýn Rozhodčí: Luigi Lamonica (ITA), Felicia Grinterová (USA), Fernando Sampietro (ARG) |
| 29. července 2012 16:45 | Report | P. Gasol 21                                     | Body    | Yi Jianlian 30  |  | Basketball Arena, Londýn Rozhodčí: Luigi Lamonica (ITA), Felicia Grinterová (USA), Fernando Sampietro (ARG) |
| 29. července 2012 16:45 | Report | P. Gasol 11                                     | Dosk.   | Yi Jianlian 12  |  | Basketball Arena, Londýn Rozhodčí: Luigi Lamonica (ITA), Felicia Grinterová (USA), Fernando Sampietro (ARG) |
| 29. července 2012 16:45 | Report | M. Gasol 5                                      | Asist.  | Chen Jianghua 5 |  | Basketball Arena, Londýn Rozhodčí: Luigi Lamonica (ITA), Felicia Grinterová (USA), Fernando Sampietro (ARG) |

| 29. července 2012 20:00 | Report | Rusko                                           | 95 – 75 | Velká Británie   |  | Basketball Arena, Londýn Rozhodčí: Pablo Estévez (ARG), Jorge Vázquez (PUR), Stephen Seibel (CAN) |
| 29. července 2012 20:00 | Report | Skóre po čtvrtinách: 24:19, 25:15, 22:24, 24:17 |         |                  |  | Basketball Arena, Londýn Rozhodčí: Pablo Estévez (ARG), Jorge Vázquez (PUR), Stephen Seibel (CAN) |
| 29. července 2012 20:00 | Report | Kirilenko 35                                    | Body    | Deng 26          |  | Basketball Arena, Londýn Rozhodčí: Pablo Estévez (ARG), Jorge Vázquez (PUR), Stephen Seibel (CAN) |
| 29. července 2012 20:00 | Report | Šved 6                                          | Dosk.   | Freeland 10      |  | Basketball Arena, Londýn Rozhodčí: Pablo Estévez (ARG), Jorge Vázquez (PUR), Stephen Seibel (CAN) |
| 29. července 2012 20:00 | Report | Šved 13                                         | Asist.  | Deng, Reinking 3 |  | Basketball Arena, Londýn Rozhodčí: Pablo Estévez (ARG), Jorge Vázquez (PUR), Stephen Seibel (CAN) |

| 31. července 2012 9:00 | Report | Čína                                            | 54 – 73 | Rusko           |  | Basketball Arena, Londýn Rozhodčí: Saša Pukl (SLO), Robert Lottermoser (GER), William Kennedy (USA) |
| 31. července 2012 9:00 | Report | Skóre po čtvrtinách: 12:20, 13:20, 14:21, 15:12 |         |                 |  | Basketball Arena, Londýn Rozhodčí: Saša Pukl (SLO), Robert Lottermoser (GER), William Kennedy (USA) |
| 31. července 2012 9:00 | Report | Yi Jianlian 16                                  | Body    | Kirilenko 16    |  | Basketball Arena, Londýn Rozhodčí: Saša Pukl (SLO), Robert Lottermoser (GER), William Kennedy (USA) |
| 31. července 2012 9:00 | Report | Yi Jianlian 7                                   | Dosk.   | Chrjapa 12      |  | Basketball Arena, Londýn Rozhodčí: Saša Pukl (SLO), Robert Lottermoser (GER), William Kennedy (USA) |
| 31. července 2012 9:00 | Report | Chen Jianghua 4                                 | Asist.  | Šved, Chrjapa 6 |  | Basketball Arena, Londýn Rozhodčí: Saša Pukl (SLO), Robert Lottermoser (GER), William Kennedy (USA) |

| 31. července 2012 11:15 | Report | Austrálie                                       | 70 – 82 | Španělsko   |  | Basketball Arena, Londýn Rozhodčí: Carl Jungebrand (FIN), Boris Riščik (UKR), José Carrion (PUR) |
| 31. července 2012 11:15 | Report | Skóre po čtvrtinách: 19:14, 13:23, 10:26, 28:19 |         |             |  | Basketball Arena, Londýn Rozhodčí: Carl Jungebrand (FIN), Boris Riščik (UKR), José Carrion (PUR) |
| 31. července 2012 11:15 | Report | Ingles 12                                       | Body    | P. Gasol 20 |  | Basketball Arena, Londýn Rozhodčí: Carl Jungebrand (FIN), Boris Riščik (UKR), José Carrion (PUR) |
| 31. července 2012 11:15 | Report | Andersen 7                                      | Dosk.   | Reyes 12    |  | Basketball Arena, Londýn Rozhodčí: Carl Jungebrand (FIN), Boris Riščik (UKR), José Carrion (PUR) |
| 31. července 2012 11:15 | Report | Dellavedova 4                                   | Asist.  | 3 hráči 3   |  | Basketball Arena, Londýn Rozhodčí: Carl Jungebrand (FIN), Boris Riščik (UKR), José Carrion (PUR) |

| 31. července 2012 16:45 | Report | Velká Británie                                 | 62 – 67 | Brazílie    |  | Basketball Arena, Londýn Rozhodčí: Recep Ankaralı (TUR), Ilija Belošević (SRB), Fernando Sampietro (ARG) |
| 31. července 2012 16:45 | Report | Skóre po čtvrtinách: 11:4, 16:23, 16:21, 19:19 |         |             |  | Basketball Arena, Londýn Rozhodčí: Recep Ankaralı (TUR), Ilija Belošević (SRB), Fernando Sampietro (ARG) |
| 31. července 2012 16:45 | Report | Mensah-Bonsu, Reinking 13                      | Body    | Splitter 21 |  | Basketball Arena, Londýn Rozhodčí: Recep Ankaralı (TUR), Ilija Belošević (SRB), Fernando Sampietro (ARG) |
| 31. července 2012 16:45 | Report | Mensah-Bonsu 12                                | Dosk.   | 3 hráči 6   |  | Basketball Arena, Londýn Rozhodčí: Recep Ankaralı (TUR), Ilija Belošević (SRB), Fernando Sampietro (ARG) |
| 31. července 2012 16:45 | Report | Deng 7                                         | Asist.  | Huertas 8   |  | Basketball Arena, Londýn Rozhodčí: Recep Ankaralı (TUR), Ilija Belošević (SRB), Fernando Sampietro (ARG) |

| 2. srpna 2012 11:15 | Report | Austrálie                                      | 81 – 61 | Čína                        |  | Basketball Arena, Londýn Rozhodčí: Recep Ankaralı (TUR), Pablo Estévez (ARG), Stephen Seibel (CAN) |
| 2. srpna 2012 11:15 | Report | Skóre po čtvrtinách: 21:22, 28:11, 12:19, 20:9 |         |                             |  | Basketball Arena, Londýn Rozhodčí: Recep Ankaralı (TUR), Pablo Estévez (ARG), Stephen Seibel (CAN) |
| 2. srpna 2012 11:15 | Report | Mills 20                                       | Body    | Wang Shipeng 21             |  | Basketball Arena, Londýn Rozhodčí: Recep Ankaralı (TUR), Pablo Estévez (ARG), Stephen Seibel (CAN) |
| 2. srpna 2012 11:15 | Report | Worthington 8                                  | Dosk.   | Yi Jianlian, Wang Zhizhi 12 |  | Basketball Arena, Londýn Rozhodčí: Recep Ankaralı (TUR), Pablo Estévez (ARG), Stephen Seibel (CAN) |
| 2. srpna 2012 11:15 | Report | Ingles 7                                       | Asist.  | Wang Shipeng 3              |  | Basketball Arena, Londýn Rozhodčí: Recep Ankaralı (TUR), Pablo Estévez (ARG), Stephen Seibel (CAN) |

| 2. srpna 2012 16:45 | Report | Brazílie                                        | 74 – 75 | Rusko            |  | Basketball Arena, Londýn Rozhodčí: José Carrion (PUR), Luigi Lamonica (ITA), Rabah Noujaim (LIB) |
| 2. srpna 2012 16:45 | Report | Skóre po čtvrtinách: 20:15, 12:25, 21:19, 21:16 |         |                  |  | Basketball Arena, Londýn Rozhodčí: José Carrion (PUR), Luigi Lamonica (ITA), Rabah Noujaim (LIB) |
| 2. srpna 2012 16:45 | Report | Barbosa 16                                      | Body    | Kirilenko 19     |  | Basketball Arena, Londýn Rozhodčí: José Carrion (PUR), Luigi Lamonica (ITA), Rabah Noujaim (LIB) |
| 2. srpna 2012 16:45 | Report | Nenê 10                                         | Dosk.   | Monija, Mozgov 7 |  | Basketball Arena, Londýn Rozhodčí: José Carrion (PUR), Luigi Lamonica (ITA), Rabah Noujaim (LIB) |
| 2. srpna 2012 16:45 | Report | Vieira 4                                        | Asist.  | Šved 6           |  | Basketball Arena, Londýn Rozhodčí: José Carrion (PUR), Luigi Lamonica (ITA), Rabah Noujaim (LIB) |

| 2. srpna 2012 20:00 | Report | Španělsko                                       | 79 – 78 | Velká Británie |  | Basketball Arena, Londýn Rozhodčí: William Kennedy (USA), Saša Pukl (SLO), Oļegs Latiševs (LAT) |
| 2. srpna 2012 20:00 | Report | Skóre po čtvrtinách: 24:15, 13:14, 24:19, 18:30 |         |                |  | Basketball Arena, Londýn Rozhodčí: William Kennedy (USA), Saša Pukl (SLO), Oļegs Latiševs (LAT) |
| 2. srpna 2012 20:00 | Report | Calderón 19                                     | Body    | Deng 26        |  | Basketball Arena, Londýn Rozhodčí: William Kennedy (USA), Saša Pukl (SLO), Oļegs Latiševs (LAT) |
| 2. srpna 2012 20:00 | Report | San Emeterio 10                                 | Dosk.   | Deng 9         |  | Basketball Arena, Londýn Rozhodčí: William Kennedy (USA), Saša Pukl (SLO), Oļegs Latiševs (LAT) |
| 2. srpna 2012 20:00 | Report | Fernández 7                                     | Asist.  | Deng 7         |  | Basketball Arena, Londýn Rozhodčí: William Kennedy (USA), Saša Pukl (SLO), Oļegs Latiševs (LAT) |

| 4. srpna 2012 11:15 | Report | Rusko                                           | 77 – 74 | Španělsko             |  | Basketball Arena, Londýn Rozhodčí: Christos Christodoulou (GRE), Jorge Vázquez (PUR), Fernando Sampietro (ARG) |
| 4. srpna 2012 11:15 | Report | Skóre po čtvrtinách: 11:28, 21:12, 24:13, 21:21 |         |                       |  | Basketball Arena, Londýn Rozhodčí: Christos Christodoulou (GRE), Jorge Vázquez (PUR), Fernando Sampietro (ARG) |
| 4. srpna 2012 11:15 | Report | Fridzon 24                                      | Body    | P Gasol 20            |  | Basketball Arena, Londýn Rozhodčí: Christos Christodoulou (GRE), Jorge Vázquez (PUR), Fernando Sampietro (ARG) |
| 4. srpna 2012 11:15 | Report | Mozgov 9                                        | Dosk.   | M Gasol 9             |  | Basketball Arena, Londýn Rozhodčí: Christos Christodoulou (GRE), Jorge Vázquez (PUR), Fernando Sampietro (ARG) |
| 4. srpna 2012 11:15 | Report | Ponkrašov 11                                    | Asist.  | Rodríguez, Calderón 3 |  | Basketball Arena, Londýn Rozhodčí: Christos Christodoulou (GRE), Jorge Vázquez (PUR), Fernando Sampietro (ARG) |

| 4. srpna 2012 16:45 | Report | Čína                                            | 59 – 98 | Brazílie    |  | Basketball Arena, Londýn Rozhodčí: Carl Jungebrand (FIN), Boris Riščik (UKR), Oļegs Latiševs (LAT) |
| 4. srpna 2012 16:45 | Report | Skóre po čtvrtinách: 11:25, 10:17, 17:28, 21:28 |         |             |  | Basketball Arena, Londýn Rozhodčí: Carl Jungebrand (FIN), Boris Riščik (UKR), Oļegs Latiševs (LAT) |
| 4. srpna 2012 16:45 | Report | Zhu Fangyu 13                                   | Body    | de Souza 14 |  | Basketball Arena, Londýn Rozhodčí: Carl Jungebrand (FIN), Boris Riščik (UKR), Oļegs Latiševs (LAT) |
| 4. srpna 2012 16:45 | Report | Yi Jianlian 6                                   | Dosk.   | Varejão 13  |  | Basketball Arena, Londýn Rozhodčí: Carl Jungebrand (FIN), Boris Riščik (UKR), Oļegs Latiševs (LAT) |
| 4. srpna 2012 16:45 | Report | Chen Jianghua 2                                 | Asist.  | Taylor 6    |  | Basketball Arena, Londýn Rozhodčí: Carl Jungebrand (FIN), Boris Riščik (UKR), Oļegs Latiševs (LAT) |

| 4. srpna 2012 20:00 | Report | Velká Británie                                  | 75 – 106 | Austrálie        |  | Basketball Arena, Londýn Rozhodčí: Juan Arteaga (ESP), José Carrion (PUR), Robert Lottermoser (GER) |
| 4. srpna 2012 20:00 | Report | Skóre po čtvrtinách: 25:18, 21:18, 14:30, 15:40 |          |                  |  | Basketball Arena, Londýn Rozhodčí: Juan Arteaga (ESP), José Carrion (PUR), Robert Lottermoser (GER) |
| 4. srpna 2012 20:00 | Report | Freeland 16                                     | Body     | Mills 39         |  | Basketball Arena, Londýn Rozhodčí: Juan Arteaga (ESP), José Carrion (PUR), Robert Lottermoser (GER) |
| 4. srpna 2012 20:00 | Report | Freeland 7                                      | Dosk.    | Newley 8         |  | Basketball Arena, Londýn Rozhodčí: Juan Arteaga (ESP), José Carrion (PUR), Robert Lottermoser (GER) |
| 4. srpna 2012 20:00 | Report | Archibald 4                                     | Asist.   | Ingles, Newley 4 |  | Basketball Arena, Londýn Rozhodčí: Juan Arteaga (ESP), José Carrion (PUR), Robert Lottermoser (GER) |

| 6. srpna 2012 9:00 | Report | Austrálie                                       | 82 – 80 | Rusko     |  | Basketball Arena, Londýn Rozhodčí: Carl Jungebrand (FIN), Luigi Lamonica (ITA), Samir Abaakil (MAR) |
| 6. srpna 2012 9:00 | Report | Skóre po čtvrtinách: 29:20, 17:25, 23:19, 13:16 |         |           |  | Basketball Arena, Londýn Rozhodčí: Carl Jungebrand (FIN), Luigi Lamonica (ITA), Samir Abaakil (MAR) |
| 6. srpna 2012 9:00 | Report | Ingles 20                                       | Body    | Kaun 18   |  | Basketball Arena, Londýn Rozhodčí: Carl Jungebrand (FIN), Luigi Lamonica (ITA), Samir Abaakil (MAR) |
| 6. srpna 2012 9:00 | Report | Dellavedova 6                                   | Dosk.   | 3 hráči 6 |  | Basketball Arena, Londýn Rozhodčí: Carl Jungebrand (FIN), Luigi Lamonica (ITA), Samir Abaakil (MAR) |
| 6. srpna 2012 9:00 | Report | Dellavedova 7                                   | Asist.  | Chrjapa 8 |  | Basketball Arena, Londýn Rozhodčí: Carl Jungebrand (FIN), Luigi Lamonica (ITA), Samir Abaakil (MAR) |

| 6. srpna 2012 16:45 | Report | Velká Británie                                  | 90 – 58 | Čína           |  | Basketball Arena, Londýn Rozhodčí: Cristiano Maranho (BRA), Fernando Sampietro (ARG), Vaughan Mayberry (AUS) |
| 6. srpna 2012 16:45 | Report | Skóre po čtvrtinách: 27:15, 19:16, 26:17, 18:10 |         |                |  | Basketball Arena, Londýn Rozhodčí: Cristiano Maranho (BRA), Fernando Sampietro (ARG), Vaughan Mayberry (AUS) |
| 6. srpna 2012 16:45 | Report | Achara 16                                       | Body    | Wang Zhizhi 11 |  | Basketball Arena, Londýn Rozhodčí: Cristiano Maranho (BRA), Fernando Sampietro (ARG), Vaughan Mayberry (AUS) |
| 6. srpna 2012 16:45 | Report | Archibald 9                                     | Dosk.   | Yi Jianlian 14 |  | Basketball Arena, Londýn Rozhodčí: Cristiano Maranho (BRA), Fernando Sampietro (ARG), Vaughan Mayberry (AUS) |
| 6. srpna 2012 16:45 | Report | Lawrence 6                                      | Asist.  | Liu Wei 4      |  | Basketball Arena, Londýn Rozhodčí: Cristiano Maranho (BRA), Fernando Sampietro (ARG), Vaughan Mayberry (AUS) |

| 6. srpna 2012 20:00 | Report | Španělsko                                       | 82 – 88 | Brazílie   |  | Basketball Arena, Londýn Rozhodčí: Pablo Estévez (ARG), Jorge Vázquez (PUR), Robert Lottermoser (GER) |
| 6. srpna 2012 20:00 | Report | Skóre po čtvrtinách: 26:17, 18:21, 22:19, 16:31 |         |            |  | Basketball Arena, Londýn Rozhodčí: Pablo Estévez (ARG), Jorge Vázquez (PUR), Robert Lottermoser (GER) |
| 6. srpna 2012 20:00 | Report | P. Gasol 25                                     | Body    | Barbosa 23 |  | Basketball Arena, Londýn Rozhodčí: Pablo Estévez (ARG), Jorge Vázquez (PUR), Robert Lottermoser (GER) |
| 6. srpna 2012 20:00 | Report | P. Gasol 7                                      | Dosk.   | Varejão 7  |  | Basketball Arena, Londýn Rozhodčí: Pablo Estévez (ARG), Jorge Vázquez (PUR), Robert Lottermoser (GER) |
| 6. srpna 2012 20:00 | Report | 3 hráči 4                                       | Asist.  | Huertas 6  |  | Basketball Arena, Londýn Rozhodčí: Pablo Estévez (ARG), Jorge Vázquez (PUR), Robert Lottermoser (GER) |

### Čtvrtfinále
| 8. srpna 2012 14:00 | Report | Rusko                                           | 83 – 74 | Litva         |  | North Greenwich Arena, Londýn Rozhodčí: Carl Jungebrand (FIN), Pablo Estévez (ARG), Michael Aylen (AUS) |
| 8. srpna 2012 14:00 | Report | Skóre po čtvrtinách: 17:10, 15:17, 22:23, 29:24 |         |               |  | North Greenwich Arena, Londýn Rozhodčí: Carl Jungebrand (FIN), Pablo Estévez (ARG), Michael Aylen (AUS) |
| 8. srpna 2012 14:00 | Report | Kirilenko 19                                    | Body    | Kaukėnas 19   |  | North Greenwich Arena, Londýn Rozhodčí: Carl Jungebrand (FIN), Pablo Estévez (ARG), Michael Aylen (AUS) |
| 8. srpna 2012 14:00 | Report | Kirilenko 13                                    | Dosk.   | Valančiūnas 9 |  | North Greenwich Arena, Londýn Rozhodčí: Carl Jungebrand (FIN), Pablo Estévez (ARG), Michael Aylen (AUS) |
| 8. srpna 2012 14:00 | Report | Chrjapa 8                                       | Asist.  | 4 hráči 3     |  | North Greenwich Arena, Londýn Rozhodčí: Carl Jungebrand (FIN), Pablo Estévez (ARG), Michael Aylen (AUS) |

| 8. srpna 2012 16:15 | Report | Francie                                        | 59 – 66 | Španělsko             |  | North Greenwich Arena, Londýn Rozhodčí: Cristiano Maranho (BRA), William Kennedy (USA), Christos Christodoulou (GRE) |
| 8. srpna 2012 16:15 | Report | Skóre po čtvrtinách: 22:17, 15:17, 16:17, 6:15 |         |                       |  | North Greenwich Arena, Londýn Rozhodčí: Cristiano Maranho (BRA), William Kennedy (USA), Christos Christodoulou (GRE) |
| 8. srpna 2012 16:15 | Report | Parker, Diaw 15                                | Body    | M. Gasol 14           |  | North Greenwich Arena, Londýn Rozhodčí: Cristiano Maranho (BRA), William Kennedy (USA), Christos Christodoulou (GRE) |
| 8. srpna 2012 16:15 | Report | Diaw 8                                         | Dosk.   | P. Gasol 11           |  | North Greenwich Arena, Londýn Rozhodčí: Cristiano Maranho (BRA), William Kennedy (USA), Christos Christodoulou (GRE) |
| 8. srpna 2012 16:15 | Report | Diaw 5                                         | Asist.  | P. Gasol, Fernández 3 |  | North Greenwich Arena, Londýn Rozhodčí: Cristiano Maranho (BRA), William Kennedy (USA), Christos Christodoulou (GRE) |

| 8. srpna 2012 20:00 | Report | Brazílie                                        | 77 – 82 | Argentina  |  | North Greenwich Arena, Londýn Rozhodčí: Juan Arteaga (ESP), José Carrion (PUR), Recep Ankaralı (TUR) |
| 8. srpna 2012 20:00 | Report | Skóre po čtvrtinách: 26:23, 14:23, 14:18, 23:18 |         |            |  | North Greenwich Arena, Londýn Rozhodčí: Juan Arteaga (ESP), José Carrion (PUR), Recep Ankaralı (TUR) |
| 8. srpna 2012 20:00 | Report | Barbosa, Huertas 22                             | Body    | Scola 17   |  | North Greenwich Arena, Londýn Rozhodčí: Juan Arteaga (ESP), José Carrion (PUR), Recep Ankaralı (TUR) |
| 8. srpna 2012 20:00 | Report | Hilário 12                                      | Dosk.   | Ginóbili 8 |  | North Greenwich Arena, Londýn Rozhodčí: Juan Arteaga (ESP), José Carrion (PUR), Recep Ankaralı (TUR) |
| 8. srpna 2012 20:00 | Report | Huertas 5                                       | Asist.  | Prigioni 8 |  | North Greenwich Arena, Londýn Rozhodčí: Juan Arteaga (ESP), José Carrion (PUR), Recep Ankaralı (TUR) |

| 8. srpna 2012 22:15 | Report | USA                                             | 119 – 86 | Austrálie |  | North Greenwich Arena, Londýn Rozhodčí: Luigi Lamonica (ITA), Fernando Sampietro (ARG), Samir Abaakil (MAR) |
| 8. srpna 2012 22:15 | Report | Skóre po čtvrtinách: 28:21, 28:21, 28:28, 35:16 |          |           |  | North Greenwich Arena, Londýn Rozhodčí: Luigi Lamonica (ITA), Fernando Sampietro (ARG), Samir Abaakil (MAR) |
| 8. srpna 2012 22:15 | Report | Bryant 20                                       | Body     | Mills 26  |  | North Greenwich Arena, Londýn Rozhodčí: Luigi Lamonica (ITA), Fernando Sampietro (ARG), Samir Abaakil (MAR) |
| 8. srpna 2012 22:15 | Report | James 14                                        | Dosk.    | Ingles 8  |  | North Greenwich Arena, Londýn Rozhodčí: Luigi Lamonica (ITA), Fernando Sampietro (ARG), Samir Abaakil (MAR) |
| 8. srpna 2012 22:15 | Report | James 11                                        | Asist.   | Ingles 6  |  | North Greenwich Arena, Londýn Rozhodčí: Luigi Lamonica (ITA), Fernando Sampietro (ARG), Samir Abaakil (MAR) |

### Semifinále
| 10. srpna 2012 17:00 | Report | Španělsko                                      | 67 – 59 | Rusko       |  | North Greenwich Arena, Londýn Rozhodčí: Luigi Lamonica (ITA), Ilija Belošević (SRB), Marcos Benito (BRA) |
| 10. srpna 2012 17:00 | Report | Skóre po čtvrtinách: 9:12, 11:19, 26:15, 21:13 |         |             |  | North Greenwich Arena, Londýn Rozhodčí: Luigi Lamonica (ITA), Ilija Belošević (SRB), Marcos Benito (BRA) |
| 10. srpna 2012 17:00 | Report | P. Gasol 16                                    | Body    | Kaun 14     |  | North Greenwich Arena, Londýn Rozhodčí: Luigi Lamonica (ITA), Ilija Belošević (SRB), Marcos Benito (BRA) |
| 10. srpna 2012 17:00 | Report | P. Gasol 12                                    | Dosk.   | Kirilenko 8 |  | North Greenwich Arena, Londýn Rozhodčí: Luigi Lamonica (ITA), Ilija Belošević (SRB), Marcos Benito (BRA) |
| 10. srpna 2012 17:00 | Report | 3 hráči 3                                      | Asist.  | Šved 7      |  | North Greenwich Arena, Londýn Rozhodčí: Luigi Lamonica (ITA), Ilija Belošević (SRB), Marcos Benito (BRA) |

| 10. srpna 2012 21:00 | Report | Argentina                                       | 83 – 109 | USA           |  | North Greenwich Arena, Londýn Rozhodčí: Carl Jungebrand (FIN), Recep Ankaralı (TUR), Robert Lottermoser (GER) |
| 10. srpna 2012 21:00 | Report | Skóre po čtvrtinách: 19:24, 21:23, 17:27, 26:35 |          |               |  | North Greenwich Arena, Londýn Rozhodčí: Carl Jungebrand (FIN), Recep Ankaralı (TUR), Robert Lottermoser (GER) |
| 10. srpna 2012 21:00 | Report | Ginobili 18                                     | Body     | Durant 19     |  | North Greenwich Arena, Londýn Rozhodčí: Carl Jungebrand (FIN), Recep Ankaralı (TUR), Robert Lottermoser (GER) |
| 10. srpna 2012 21:00 | Report | Delfino 5                                       | Dosk.    | Love 9        |  | North Greenwich Arena, Londýn Rozhodčí: Carl Jungebrand (FIN), Recep Ankaralı (TUR), Robert Lottermoser (GER) |
| 10. srpna 2012 21:00 | Report | Prigioni 6                                      | Asist.   | James, Paul 7 |  | North Greenwich Arena, Londýn Rozhodčí: Carl Jungebrand (FIN), Recep Ankaralı (TUR), Robert Lottermoser (GER) |

### Finále
| 12. srpna 2012 15:00 | Report | USA                                             | 107 – 100 | Španělsko   |  | North Greenwich Arena, Londýn Rozhodčí: Cristiano Maranho (BRA), Christos Christodoulou (GRE), Michael Aylen (AUS) |
| 12. srpna 2012 15:00 | Report | Skóre po čtvrtinách: 37:25, 24:31, 24:24, 24:18 |           |             |  | North Greenwich Arena, Londýn Rozhodčí: Cristiano Maranho (BRA), Christos Christodoulou (GRE), Michael Aylen (AUS) |
| 12. srpna 2012 15:00 | Report | Durant 30                                       | Body      | P. Gasol 24 |  | North Greenwich Arena, Londýn Rozhodčí: Cristiano Maranho (BRA), Christos Christodoulou (GRE), Michael Aylen (AUS) |
| 12. srpna 2012 15:00 | Report | Durant, Love 9                                  | Dosk.     | Ibaka 9     |  | North Greenwich Arena, Londýn Rozhodčí: Cristiano Maranho (BRA), Christos Christodoulou (GRE), Michael Aylen (AUS) |
| 12. srpna 2012 15:00 | Report | James 4                                         | Asist.    | P. Gasol 7  |  | North Greenwich Arena, Londýn Rozhodčí: Cristiano Maranho (BRA), Christos Christodoulou (GRE), Michael Aylen (AUS) |

### O 3. místo
| 12. srpna 2012 11:00 | Report | Argentina                                       | 77 – 81 | Rusko       |  | North Greenwich Arena, Londýn Rozhodčí: Juan Arteaga (ESP), José Carrion (PUR), William Kennedy (USA) |
| 12. srpna 2012 11:00 | Report | Skóre po čtvrtinách: 20:19, 18:21, 19:21, 20:20 |         |             |  | North Greenwich Arena, Londýn Rozhodčí: Juan Arteaga (ESP), José Carrion (PUR), William Kennedy (USA) |
| 12. srpna 2012 11:00 | Report | Ginobili 21                                     | Body    | Šved 25     |  | North Greenwich Arena, Londýn Rozhodčí: Juan Arteaga (ESP), José Carrion (PUR), William Kennedy (USA) |
| 12. srpna 2012 11:00 | Report | Nocioni 7                                       | Dosk.   | Kirilenko 8 |  | North Greenwich Arena, Londýn Rozhodčí: Juan Arteaga (ESP), José Carrion (PUR), William Kennedy (USA) |
| 12. srpna 2012 11:00 | Report | Progioni 7                                      | Asist.  | Šved 7      |  | North Greenwich Arena, Londýn Rozhodčí: Juan Arteaga (ESP), José Carrion (PUR), William Kennedy (USA) |

### Soupisky
1.  USA
| - Tyson Chandler - Kevin Durant - LeBron James - Russell Westbrook | - Deron Williams - Andre Iguodala - Kobe Bryant - Kevin Love | - James Harden - Chris Paul - Anthony Davis - Carmelo Anthony |

2.  Španělsko
| - Pau Gasol - Rudy Fernández - Sergio Rodríguez - Juan Carlos Navarro | - José Calderón - Felipe Reyes - Víctor Claver - Fernando San Emeterio | - Sergio Llull - Marc Gasol - Serge Ibaka - Víctor Sada |

3.  Rusko
| - Alexej Šved - Timofej Mozgov - Sergej Karasjov - Vitalij Fridzon | - Alexandr Kaun - Jevgenij Voronov - Viktor Chrjapa - Semjon Antonov | - Sergej Moňa - Dmitrij Chvostov - Anton Ponkrašov - Andrej Kirilenko |

### Konečné pořadí (muži)
| XXX. | Olympijské hry | Z | V | P | Skóre   | B  |
| ---- | -------------- | - | - | - | ------- | -- |
| 1.   | USA            | 8 | 8 | 0 | 924:667 | 16 |
| 2.   | Španělsko      | 8 | 5 | 3 | 647:619 | 13 |
| 3.   | Rusko          | 8 | 6 | 2 | 623:577 | 14 |
| 4.   | Argentina      | 8 | 4 | 4 | 690:691 | 12 |
| 5.   | Brazílie       | 6 | 4 | 2 | 479:431 | 10 |
| 6.   | Francie        | 6 | 4 | 2 | 435:444 | 10 |
| 7.   | Austrálie      | 6 | 3 | 3 | 496:492 | 9  |
| 8.   | Litva          | 6 | 2 | 4 | 469:482 | 8  |
| 9.   | Velká Británie | 5 | 1 | 4 | 380:405 | 6  |
| 10.  | Nigérie        | 5 | 1 | 4 | 338:456 | 6  |
| 11.  | Tunisko        | 5 | 0 | 5 | 320:411 | 5  |
| 12.  | Čína           | 5 | 0 | 5 | 313:439 | 5  |

## Turnaj žen
| Zlato   | Spojené státy americké (USA) |
| Stříbro | Francie (FRA)                |
| Bronz   | Austrálie (AUS)              |

Turnaje se zúčastnilo 12 družstev, rozdělených do dvou šestičlenných skupin, z nichž první čtyři postoupili do play off, kde se hrálo o medaile. Olympijským vítězem se stalo družstvo Spojených států.

### Skupina A
|    |            | USA    | TUR    | CHN   | CZE   | CRO   | ANG   | V | P | Skóre   | B  |
| 1. | USA        | ***    | 114:66 | 88:61 | 89:58 | 81:56 | 90:38 | 5 | 0 | 462:279 | 10 |
| 2. | Turecko    | 58:89  | ***    | 82:55 | 61:57 | 70:65 | 72:50 | 4 | 1 | 343:316 | 9  |
| 3. | Čína       | 66:114 | 55:82  | ***   | 66:57 | 83:58 | 76:52 | 3 | 2 | 346:363 | 8  |
| 4. | Česko      | 61:88  | 57:61  | 57:66 | ***   | 89:70 | 82:47 | 2 | 3 | 346:332 | 7  |
| 5. | Chorvatsko | 56:81  | 65:70  | 58:83 | 70:89 | ***   | 75:56 | 1 | 4 | 324:379 | 5  |
| 6. | Angola     | 38:90  | 50:72  | 52:76 | 47:82 | 56:75 | ***   | 0 | 5 | 243:395 | 5  |

| 28. července 2012 9:00 | Report | Čína                                            | 66 – 57 | Česko        |  | Basketball Arena, Londýn Rozhodčí: Jorge Vazquez (PUR), Vaughan Mayberry (AUS), Carole Delauneová (FRA) |
| 28. července 2012 9:00 | Report | Skóre po čtvrtinách: 20:16, 16:13, 15:15, 15:13 |         |              |  | Basketball Arena, Londýn Rozhodčí: Jorge Vazquez (PUR), Vaughan Mayberry (AUS), Carole Delauneová (FRA) |
| 28. července 2012 9:00 | Report | Ma Zengyu 16                                    | Body    | Vítečková 14 |  | Basketball Arena, Londýn Rozhodčí: Jorge Vazquez (PUR), Vaughan Mayberry (AUS), Carole Delauneová (FRA) |
| 28. července 2012 9:00 | Report | Chen Nan 8                                      | Dosk.   | Horáková 9   |  | Basketball Arena, Londýn Rozhodčí: Jorge Vazquez (PUR), Vaughan Mayberry (AUS), Carole Delauneová (FRA) |
| 28. července 2012 9:00 | Report | Miao Lijie 8                                    | Asist.  | 3 hráčky 3   |  | Basketball Arena, Londýn Rozhodčí: Jorge Vazquez (PUR), Vaughan Mayberry (AUS), Carole Delauneová (FRA) |

| 28. července 2012 14:30 | Report | Turecko                                        | 72 – 50 | Angola                |  | Basketball Arena, Londýn Rozhodčí: Jelena Černovová (RUS), Vitalis Gode (KEN), Fernando Sampietro (ARG) |
| 28. července 2012 14:30 | Report | Skóre po čtvrtinách: 21:8, 14:17, 23:14, 14:11 |         |                       |  | Basketball Arena, Londýn Rozhodčí: Jelena Černovová (RUS), Vitalis Gode (KEN), Fernando Sampietro (ARG) |
| 28. července 2012 14:30 | Report | Palazoğluová 13                                | Body    | Mauriciová 11         |  | Basketball Arena, Londýn Rozhodčí: Jelena Černovová (RUS), Vitalis Gode (KEN), Fernando Sampietro (ARG) |
| 28. července 2012 14:30 | Report | Çağlarová 7                                    | Dosk.   | Tomasová, Manuelová 5 |  | Basketball Arena, Londýn Rozhodčí: Jelena Černovová (RUS), Vitalis Gode (KEN), Fernando Sampietro (ARG) |
| 28. července 2012 14:30 | Report | Vardarlıová 5                                  | Asist.  | Camufalová 2          |  | Basketball Arena, Londýn Rozhodčí: Jelena Černovová (RUS), Vitalis Gode (KEN), Fernando Sampietro (ARG) |

| 28. července 2012 16:45 | Report | USA                                           | 81 – 56 | Chorvatsko     |  | Basketball Arena, Londýn Rozhodčí: Juan Arteaga (ESP), Oļegs Latiševs (LAT), Snehal Bendke (IND) |
| 28. července 2012 16:45 | Report | Skóre po čtvrtinách: 11:4, 20:24, 22:19, 28:9 |         |                |  | Basketball Arena, Londýn Rozhodčí: Juan Arteaga (ESP), Oļegs Latiševs (LAT), Snehal Bendke (IND) |
| 28. července 2012 16:45 | Report | Charlesová 14                                 | Body    | Ivezićová 22   |  | Basketball Arena, Londýn Rozhodčí: Juan Arteaga (ESP), Oļegs Latiševs (LAT), Snehal Bendke (IND) |
| 28. července 2012 16:45 | Report | Parkerová 13                                  | Dosk.   | Ivankovićová 7 |  | Basketball Arena, Londýn Rozhodčí: Juan Arteaga (ESP), Oļegs Latiševs (LAT), Snehal Bendke (IND) |
| 28. července 2012 16:45 | Report | Birdová 5                                     | Asist.  | Lelasová 5     |  | Basketball Arena, Londýn Rozhodčí: Juan Arteaga (ESP), Oļegs Latiševs (LAT), Snehal Bendke (IND) |

| 30. července 2012 9:00 | Report | Chorvatsko                                      | 58 – 83 | Čína          |  | Basketball Arena, Londýn Rozhodčí: Michael Aylen (AUS), Jelena Černovová (RUS), Felicia Grinterová (USA) |
| 30. července 2012 9:00 | Report | Skóre po čtvrtinách: 21:24, 10:15, 14:25, 13:19 |         |               |  | Basketball Arena, Londýn Rozhodčí: Michael Aylen (AUS), Jelena Černovová (RUS), Felicia Grinterová (USA) |
| 30. července 2012 9:00 | Report | Mandir 22                                       | Body    | Chen Nan 28   |  | Basketball Arena, Londýn Rozhodčí: Michael Aylen (AUS), Jelena Černovová (RUS), Felicia Grinterová (USA) |
| 30. července 2012 9:00 | Report | Ivezićová 6                                     | Dosk.   | Chen Nan 10   |  | Basketball Arena, Londýn Rozhodčí: Michael Aylen (AUS), Jelena Černovová (RUS), Felicia Grinterová (USA) |
| 30. července 2012 9:00 | Report | Jelavićová, Lelasová 4                          | Asist.  | Miao Lijie 10 |  | Basketball Arena, Londýn Rozhodčí: Michael Aylen (AUS), Jelena Černovová (RUS), Felicia Grinterová (USA) |

| 30. července 2012 11:15 | Report | Česko                                          | 57 – 63 | Turecko       |  | Basketball Arena, Londýn Rozhodčí: Pablo Estévez (ARG), Shoko Sugruro (JPN), Samir Abaakil (MAR) |
| 30. července 2012 11:15 | Report | Skóre po čtvrtinách: 8:13, 13:20, 18:12, 18:16 |         |               |  | Basketball Arena, Londýn Rozhodčí: Pablo Estévez (ARG), Shoko Sugruro (JPN), Samir Abaakil (MAR) |
| 30. července 2012 11:15 | Report | Veselá 19                                      | Body    | 3 hráčky 11   |  | Basketball Arena, Londýn Rozhodčí: Pablo Estévez (ARG), Shoko Sugruro (JPN), Samir Abaakil (MAR) |
| 30. července 2012 11:15 | Report | 3 hráčky 6                                     | Dosk.   | Yılmazová 13  |  | Basketball Arena, Londýn Rozhodčí: Pablo Estévez (ARG), Shoko Sugruro (JPN), Samir Abaakil (MAR) |
| 30. července 2012 11:15 | Report | Bartoňová, Elhotová 4                          | Asist.  | Vardarlıová 4 |  | Basketball Arena, Londýn Rozhodčí: Pablo Estévez (ARG), Shoko Sugruro (JPN), Samir Abaakil (MAR) |

| 30. července 2012 22:15 | Report | Angola                                        | 38 – 90 | USA          |  | Basketball Arena, Londýn Rozhodčí: Carole Delaunéová (FRA), Marcos Benito (BRA), Robert Lottermoser (GER) |
| 30. července 2012 22:15 | Report | Skóre po čtvrtinách: 12:22, 6:19, 11:28, 9:21 |         |              |  | Basketball Arena, Londýn Rozhodčí: Carole Delaunéová (FRA), Marcos Benito (BRA), Robert Lottermoser (GER) |
| 30. července 2012 22:15 | Report | Guadalupeová 11                               | Body    | Parkerová 14 |  | Basketball Arena, Londýn Rozhodčí: Carole Delaunéová (FRA), Marcos Benito (BRA), Robert Lottermoser (GER) |
| 30. července 2012 22:15 | Report | Mauriciová, Manuelová 6                       | Dosk.   | Parkerová 12 |  | Basketball Arena, Londýn Rozhodčí: Carole Delaunéová (FRA), Marcos Benito (BRA), Robert Lottermoser (GER) |
| 30. července 2012 22:15 | Report | Manuelová 2                                   | Asist.  | Birdová 5    |  | Basketball Arena, Londýn Rozhodčí: Carole Delaunéová (FRA), Marcos Benito (BRA), Robert Lottermoser (GER) |

| 1. srpna 2012 11:15 | Report | Čína                                           | 76 – 52 | Angola       |  | Basketball Arena, Londýn Rozhodčí: Christos Christodoulou (GRE), Samir Abaakil (MAR), Shenal Bendke (IND) |
| 1. srpna 2012 11:15 | Report | Skóre po čtvrtinách: 15:13, 18:18, 24:6, 19:15 |         |              |  | Basketball Arena, Londýn Rozhodčí: Christos Christodoulou (GRE), Samir Abaakil (MAR), Shenal Bendke (IND) |
| 1. srpna 2012 11:15 | Report | Ma Zengyu 15                                   | Body    | Guadalupe 12 |  | Basketball Arena, Londýn Rozhodčí: Christos Christodoulou (GRE), Samir Abaakil (MAR), Shenal Bendke (IND) |
| 1. srpna 2012 11:15 | Report | Gao Song 9                                     | Dosk.   | Tomas 9      |  | Basketball Arena, Londýn Rozhodčí: Christos Christodoulou (GRE), Samir Abaakil (MAR), Shenal Bendke (IND) |
| 1. srpna 2012 11:15 | Report | Miao Lijie 5                                   | Asist.  | 3 hráčky 2   |  | Basketball Arena, Londýn Rozhodčí: Christos Christodoulou (GRE), Samir Abaakil (MAR), Shenal Bendke (IND) |

| 1. srpna 2012 20:00 | Report | Chorvatsko                                      | 70 – 89 | Česko       |  | Basketball Arena, Londýn Rozhodčí: Cristiano Maranho (BRA), Guerrino Cerebuch (ITA), Carole Delaunéová (FRA) |
| 1. srpna 2012 20:00 | Report | Skóre po čtvrtinách: 19:22, 20:23, 21:12, 10:32 |         |             |  | Basketball Arena, Londýn Rozhodčí: Cristiano Maranho (BRA), Guerrino Cerebuch (ITA), Carole Delaunéová (FRA) |
| 1. srpna 2012 20:00 | Report | Mandirová 20                                    | Body    | Elhotová 20 |  | Basketball Arena, Londýn Rozhodčí: Cristiano Maranho (BRA), Guerrino Cerebuch (ITA), Carole Delaunéová (FRA) |
| 1. srpna 2012 20:00 | Report | Mandirová 6                                     | Dosk.   | Horáková 10 |  | Basketball Arena, Londýn Rozhodčí: Cristiano Maranho (BRA), Guerrino Cerebuch (ITA), Carole Delaunéová (FRA) |
| 1. srpna 2012 20:00 | Report | Mandirová 3                                     | Asist.  | Veselá 7    |  | Basketball Arena, Londýn Rozhodčí: Cristiano Maranho (BRA), Guerrino Cerebuch (ITA), Carole Delaunéová (FRA) |

| 1. srpna 2012 22:15 | Report | USA                                             | 89 – 58 | Turecko                          |  | Basketball Arena, Londýn Rozhodčí: Michael Aylen (AUS), Stephen Seibel (CAN), Peng Ling (CHN) |
| 1. srpna 2012 22:15 | Report | Skóre po čtvrtinách: 19:16, 22:10, 22:21, 26:11 |         |                                  |  | Basketball Arena, Londýn Rozhodčí: Michael Aylen (AUS), Stephen Seibel (CAN), Peng Ling (CHN) |
| 1. srpna 2012 22:15 | Report | McCoughtry 18                                   | Body    | Vardarlıová, Hollingsworthová 11 |  | Basketball Arena, Londýn Rozhodčí: Michael Aylen (AUS), Stephen Seibel (CAN), Peng Ling (CHN) |
| 1. srpna 2012 22:15 | Report | 3 hráčky 7                                      | Dosk.   | Hollingsworthová 8               |  | Basketball Arena, Londýn Rozhodčí: Michael Aylen (AUS), Stephen Seibel (CAN), Peng Ling (CHN) |
| 1. srpna 2012 22:15 | Report | Birdová 4                                       | Asist.  | Vardarlıová, Albenová 3          |  | Basketball Arena, Londýn Rozhodčí: Michael Aylen (AUS), Stephen Seibel (CAN), Peng Ling (CHN) |

| 3. srpna 2012 9:00 | Report | Angola                                          | 56 – 75 | Chorvatsko  |  | Basketball Arena, Londýn Rozhodčí: Stephen Seibel (CAN), Shoko Sugruro (JPN), Peng Ling (CHN) |
| 3. srpna 2012 9:00 | Report | Skóre po čtvrtinách: 18:24, 14:17, 11:18, 13:16 |         |             |  | Basketball Arena, Londýn Rozhodčí: Stephen Seibel (CAN), Shoko Sugruro (JPN), Peng Ling (CHN) |
| 3. srpna 2012 9:00 | Report | Tomasová 15                                     | Body    | Lelas 23    |  | Basketball Arena, Londýn Rozhodčí: Stephen Seibel (CAN), Shoko Sugruro (JPN), Peng Ling (CHN) |
| 3. srpna 2012 9:00 | Report | Mauriciová, Tomasová 8                          | Dosk.   | Ivanković 7 |  | Basketball Arena, Londýn Rozhodčí: Stephen Seibel (CAN), Shoko Sugruro (JPN), Peng Ling (CHN) |
| 3. srpna 2012 9:00 | Report | Mauriciová 4                                    | Asist.  | Mandir 5    |  | Basketball Arena, Londýn Rozhodčí: Stephen Seibel (CAN), Shoko Sugruro (JPN), Peng Ling (CHN) |

| 3. srpna 2012 16:45 | Report | Turecko                                         | 82 – 55 | Čína                  |  | Basketball Arena, Londýn Rozhodčí: Carl Jungebrand (FIN), Felicia Grinterová (USA), Vaughan Mayberry (AUS) |
| 3. srpna 2012 16:45 | Report | Skóre po čtvrtinách: 26:13, 13:14, 20:16, 23:12 |         |                       |  | Basketball Arena, Londýn Rozhodčí: Carl Jungebrand (FIN), Felicia Grinterová (USA), Vaughan Mayberry (AUS) |
| 3. srpna 2012 16:45 | Report | Yılmazová 16                                    | Body    | Ma Zengyu 7           |  | Basketball Arena, Londýn Rozhodčí: Carl Jungebrand (FIN), Felicia Grinterová (USA), Vaughan Mayberry (AUS) |
| 3. srpna 2012 16:45 | Report | Hollingsworthová 11                             | Dosk.   | Ma Zengyu, Chen Nan 8 |  | Basketball Arena, Londýn Rozhodčí: Carl Jungebrand (FIN), Felicia Grinterová (USA), Vaughan Mayberry (AUS) |
| 3. srpna 2012 16:45 | Report | Albenová 5                                      | Asist.  | Miao Lijie 6          |  | Basketball Arena, Londýn Rozhodčí: Carl Jungebrand (FIN), Felicia Grinterová (USA), Vaughan Mayberry (AUS) |

| 3. srpna 2012 22:15 | Report | Česko                                          | 61 – 88 | USA           |  | Basketball Arena, Londýn Rozhodčí: Jelena Černovová (RUS), Marcos Benito (BRA), Vitalis Gode (KEN) |
| 3. srpna 2012 22:15 | Report | Skóre po čtvrtinách: 26:24, 12:24, 9:22, 14:18 |         |               |  | Basketball Arena, Londýn Rozhodčí: Jelena Černovová (RUS), Marcos Benito (BRA), Vitalis Gode (KEN) |
| 3. srpna 2012 22:15 | Report | Michaela Zrůstová 15                           | Body    | Taurasiová 18 |  | Basketball Arena, Londýn Rozhodčí: Jelena Černovová (RUS), Marcos Benito (BRA), Vitalis Gode (KEN) |
| 3. srpna 2012 22:15 | Report | Tereza Pecková 6                               | Dosk.   | Charlesová 14 |  | Basketball Arena, Londýn Rozhodčí: Jelena Černovová (RUS), Marcos Benito (BRA), Vitalis Gode (KEN) |
| 3. srpna 2012 22:15 | Report | Bartoňová 3                                    | Asist.  | Birdová 9     |  | Basketball Arena, Londýn Rozhodčí: Jelena Černovová (RUS), Marcos Benito (BRA), Vitalis Gode (KEN) |

| 5. srpna 2012 11:15 | Report | Angola                                         | 47 – 82 | Česko                |  | Basketball Arena, Londýn Rozhodčí: Rabah Noujaim (LIB), Vaughan Mayberry (AUS), Vitalis Gode (KEN) |
| 5. srpna 2012 11:15 | Report | Skóre po čtvrtinách: 18:23, 7:17, 10:18, 12:24 |         |                      |  | Basketball Arena, Londýn Rozhodčí: Rabah Noujaim (LIB), Vaughan Mayberry (AUS), Vitalis Gode (KEN) |
| 5. srpna 2012 11:15 | Report | Mauriciová 18                                  | Body    | Michaela Zrůstová 20 |  | Basketball Arena, Londýn Rozhodčí: Rabah Noujaim (LIB), Vaughan Mayberry (AUS), Vitalis Gode (KEN) |
| 5. srpna 2012 11:15 | Report | Manuelová 12                                   | Dosk.   | Horáková 9           |  | Basketball Arena, Londýn Rozhodčí: Rabah Noujaim (LIB), Vaughan Mayberry (AUS), Vitalis Gode (KEN) |
| 5. srpna 2012 11:15 | Report | Eusébiová, Guadalupeová 2                      | Asist.  | Elhotová 4           |  | Basketball Arena, Londýn Rozhodčí: Rabah Noujaim (LIB), Vaughan Mayberry (AUS), Vitalis Gode (KEN) |

| 5. srpna 2012 16:45 | Report | Čína                                           | 66 – 114 | USA            |  | Basketball Arena, Londýn Rozhodčí: Guerrino Cerebuch (ITA), Boris Riščik (UKR), Carole Delaunéová (FRA) |
| 5. srpna 2012 16:45 | Report | Skóre po čtvrtinách: 28:31, 8:30, 12:33, 18:20 |          |                |  | Basketball Arena, Londýn Rozhodčí: Guerrino Cerebuch (ITA), Boris Riščik (UKR), Carole Delaunéová (FRA) |
| 5. srpna 2012 16:45 | Report | Song Xiaoyun 15                                | Body     | Taurasiová 22  |  | Basketball Arena, Londýn Rozhodčí: Guerrino Cerebuch (ITA), Boris Riščik (UKR), Carole Delaunéová (FRA) |
| 5. srpna 2012 16:45 | Report | 4 hráčky 3                                     | Dosk.    | Moorová 7      |  | Basketball Arena, Londýn Rozhodčí: Guerrino Cerebuch (ITA), Boris Riščik (UKR), Carole Delaunéová (FRA) |
| 5. srpna 2012 16:45 | Report | Miao Lijie 8                                   | Asist.   | Catchingsová 7 |  | Basketball Arena, Londýn Rozhodčí: Guerrino Cerebuch (ITA), Boris Riščik (UKR), Carole Delaunéová (FRA) |

| 5. srpna 2012 20:00 | Report | Chorvatsko                                     | 65 – 70 | Turecko                    |  | Basketball Arena, Londýn Rozhodčí: Jorge Vázquez (PUR), Marcos Benito (BRA), Jelena Černovová(RUS) |
| 5. srpna 2012 20:00 | Report | Skóre po čtvrtinách: 24:18, 7:15, 13:25, 21:12 |         |                            |  | Basketball Arena, Londýn Rozhodčí: Jorge Vázquez (PUR), Marcos Benito (BRA), Jelena Černovová(RUS) |
| 5. srpna 2012 20:00 | Report | Lelasová 14                                    | Body    | Hollingsworthová 14        |  | Basketball Arena, Londýn Rozhodčí: Jorge Vázquez (PUR), Marcos Benito (BRA), Jelena Černovová(RUS) |
| 5. srpna 2012 20:00 | Report | Lelasová, Mandirová 6                          | Dosk.   | Yılmazová 9                |  | Basketball Arena, Londýn Rozhodčí: Jorge Vázquez (PUR), Marcos Benito (BRA), Jelena Černovová(RUS) |
| 5. srpna 2012 20:00 | Report | Lelasová 5                                     | Asist.  | Tunçluerová, Vardarlıová 5 |  | Basketball Arena, Londýn Rozhodčí: Jorge Vázquez (PUR), Marcos Benito (BRA), Jelena Černovová(RUS) |

### Skupina B
|    |                | FRA    | RUS    | AUS   | CAN   | GBR   | BRA    | V | P | Skóre   | B  |
| 1. | Francie        | ***    | 74:70p | 65:54 | 64:60 | 73:58 | 80:77p | 5 | 0 | 356:319 | 10 |
| 2. | Austrálie      | 70:74p | ***    | 70:66 | 72:63 | 67:61 | 74:58  | 4 | 1 | 353:322 | 9  |
| 3. | Rusko          | 54:65  | 66:70  | ***   | 58:53 | 69:59 | 67:61  | 3 | 2 | 314:308 | 8  |
| 4. | Kanada         | 60:64  | 63:72  | 53:58 | ***   | 79:73 | 73:65  | 2 | 3 | 328:332 | 7  |
| 5. | Brazílie       | 58:73  | 61:67  | 59:69 | 73:79 | ***   | 78:66  | 1 | 4 | 329:354 | 6  |
| 6. | Velká Británie | 77:80p | 58:74  | 61:67 | 65:73 | 66:78 | ***    | 0 | 5 | 327:372 | 5  |

| 28. července 2012 11:15 | Report | Kanada                                         | 53 – 58 | Rusko           |  | Basketball Arena, Londýn Rozhodčí: Recep Ankaralı (TUR), Peng Ling (CHN), Samir Abaakil (MAR) |
| 28. července 2012 11:15 | Report | Skóre po čtvrtinách: 17:15, 13:9, 13:13, 10:21 |         |                 |  | Basketball Arena, Londýn Rozhodčí: Recep Ankaralı (TUR), Peng Ling (CHN), Samir Abaakil (MAR) |
| 28. července 2012 11:15 | Report | Smithová 20                                    | Body    | Hammonová 14    |  | Basketball Arena, Londýn Rozhodčí: Recep Ankaralı (TUR), Peng Ling (CHN), Samir Abaakil (MAR) |
| 28. července 2012 11:15 | Report | T. Tathamová 5                                 | Dosk.   | Osipovová 12    |  | Basketball Arena, Londýn Rozhodčí: Recep Ankaralı (TUR), Peng Ling (CHN), Samir Abaakil (MAR) |
| 28. července 2012 11:15 | Report | Thorburnová 6                                  | Asist.  | Daniločkinová 6 |  | Basketball Arena, Londýn Rozhodčí: Recep Ankaralı (TUR), Peng Ling (CHN), Samir Abaakil (MAR) |

| 28. července 2012 20:00 | Report | Brazílie                                       | 58 – 73 | Francie      |  | Basketball Arena, Londýn Rozhodčí: Robert Lottermoser (GER), Rabah Noujaim (LIB), Felicia Grinterová (USA) |
| 28. července 2012 20:00 | Report | Skóre po čtvrtinách: 20:16, 14:18, 15:18, 9:21 |         |              |  | Basketball Arena, Londýn Rozhodčí: Robert Lottermoser (GER), Rabah Noujaim (LIB), Felicia Grinterová (USA) |
| 28. července 2012 20:00 | Report | de Souza 17                                    | Body    | Dumercová 23 |  | Basketball Arena, Londýn Rozhodčí: Robert Lottermoser (GER), Rabah Noujaim (LIB), Felicia Grinterová (USA) |
| 28. července 2012 20:00 | Report | dos Santos 12                                  | Dosk.   | Miyem 7      |  | Basketball Arena, Londýn Rozhodčí: Robert Lottermoser (GER), Rabah Noujaim (LIB), Felicia Grinterová (USA) |
| 28. července 2012 20:00 | Report | Moisés Pinto 5                                 | Asist.  | Dumercová 5  |  | Basketball Arena, Londýn Rozhodčí: Robert Lottermoser (GER), Rabah Noujaim (LIB), Felicia Grinterová (USA) |

| 28. července 2012 22:15 | Report | Austrálie                                       | 74 – 58 | Velká Británie              |  | Basketball Arena, Londýn Rozhodčí: Jorge Carrion (PUR), Shoko Sugruro (JPN), Boris Riščik (UKR) |
| 28. července 2012 22:15 | Report | Skóre po čtvrtinách: 16:11, 23:15, 18:16, 17:16 |         |                             |  | Basketball Arena, Londýn Rozhodčí: Jorge Carrion (PUR), Shoko Sugruro (JPN), Boris Riščik (UKR) |
| 28. července 2012 22:15 | Report | Jacksonová 18                                   | Body    | Vanderwalová, Leedhamová 11 |  | Basketball Arena, Londýn Rozhodčí: Jorge Carrion (PUR), Shoko Sugruro (JPN), Boris Riščik (UKR) |
| 28. července 2012 22:15 | Report | Batkovicová 7                                   | Dosk.   | Pageová 7                   |  | Basketball Arena, Londýn Rozhodčí: Jorge Carrion (PUR), Shoko Sugruro (JPN), Boris Riščik (UKR) |
| 28. července 2012 22:15 | Report | Richardsová 4                                   | Asist.  | Staffordová, Leedhamová 3   |  | Basketball Arena, Londýn Rozhodčí: Jorge Carrion (PUR), Shoko Sugruro (JPN), Boris Riščik (UKR) |

| 30. července 2012 14:30 | Report | Francie                                                      | 74 – 70 | Austrálie      | prodl. | Basketball Arena, Londýn Rozhodčí: William Kennedy (USA), Christos Christodoulou (GRE), Peng Ling (CHN) |
| 30. července 2012 14:30 | Report | Skóre po čtvrtinách: 11:14, 17:13, 24:24, 13:14, Prodl.: 9:5 |         |                | prodl. | Basketball Arena, Londýn Rozhodčí: William Kennedy (USA), Christos Christodoulou (GRE), Peng Ling (CHN) |
| 30. července 2012 14:30 | Report | Skóre po poločasech: 65:65 Prodl.: 9:5                       |         |                | prodl. | Basketball Arena, Londýn Rozhodčí: William Kennedy (USA), Christos Christodoulou (GRE), Peng Ling (CHN) |
| 30. července 2012 14:30 | Report | Gomisová 22                                                  | Body    | Batkovicová 17 | prodl. | Basketball Arena, Londýn Rozhodčí: William Kennedy (USA), Christos Christodoulou (GRE), Peng Ling (CHN) |
| 30. července 2012 14:30 | Report | Yacoubouová 7                                                | Dosk.   | Batkovicová 10 | prodl. | Basketball Arena, Londýn Rozhodčí: William Kennedy (USA), Christos Christodoulou (GRE), Peng Ling (CHN) |
| 30. července 2012 14:30 | Report | Beikesová, Dumercová 2                                       | Asist.  | O'Heaová 5     | prodl. | Basketball Arena, Londýn Rozhodčí: William Kennedy (USA), Christos Christodoulou (GRE), Peng Ling (CHN) |

| 30. července 2012 16:45 | Report | Rusko                                          | 69 – 59 | Brazílie       |  | Basketball Arena, Londýn Rozhodčí: Guerrino Cerebuch (ITA), Ilija Belošević (SRB), Snehal Bendke (IND) |
| 30. července 2012 16:45 | Report | Skóre po čtvrtinách: 19:18, 12:8, 18:17, 20:16 |         |                |  | Basketball Arena, Londýn Rozhodčí: Guerrino Cerebuch (ITA), Ilija Belošević (SRB), Snehal Bendke (IND) |
| 30. července 2012 16:45 | Report | Běljakovová 14                                 | Body    | de Souzaová 15 |  | Basketball Arena, Londýn Rozhodčí: Guerrino Cerebuch (ITA), Ilija Belošević (SRB), Snehal Bendke (IND) |
| 30. července 2012 16:45 | Report | Grišajevová 8                                  | Dosk.   | de Souzaová 18 |  | Basketball Arena, Londýn Rozhodčí: Guerrino Cerebuch (ITA), Ilija Belošević (SRB), Snehal Bendke (IND) |
| 30. července 2012 16:45 | Report | 3 hráčky 3                                     | Asist.  | Costaová 4     |  | Basketball Arena, Londýn Rozhodčí: Guerrino Cerebuch (ITA), Ilija Belošević (SRB), Snehal Bendke (IND) |

| 30. července 2012 20:00 | Report | Velká Británie                                  | 65 – 73 | Kanada                        |  | Basketball Arena, Londýn Rozhodčí: Juan Arteaga (ESP), Saša Pukl (SLO), Vitalis Gode (KEN) |
| 30. července 2012 20:00 | Report | Skóre po čtvrtinách: 15:19, 17:17, 21:19, 12:18 |         |                               |  | Basketball Arena, Londýn Rozhodčí: Juan Arteaga (ESP), Saša Pukl (SLO), Vitalis Gode (KEN) |
| 30. července 2012 20:00 | Report | Staffordová, Leedhamová 15                      | Body    | Thorburnová 18                |  | Basketball Arena, Londýn Rozhodčí: Juan Arteaga (ESP), Saša Pukl (SLO), Vitalis Gode (KEN) |
| 30. července 2012 20:00 | Report | Fagbenleová 6                                   | Dosk.   | Pilypaitisová, T. Tathamová 5 |  | Basketball Arena, Londýn Rozhodčí: Juan Arteaga (ESP), Saša Pukl (SLO), Vitalis Gode (KEN) |
| 30. července 2012 20:00 | Report | Collinsová 4                                    | Asist.  | Gabrieleová 7                 |  | Basketball Arena, Londýn Rozhodčí: Juan Arteaga (ESP), Saša Pukl (SLO), Vitalis Gode (KEN) |

| 1. srpna 2012 9:00 | Report | Kanada                                          | 60 – 64 | Francie     |  | Basketball Arena, Londýn Rozhodčí: Luigi Lamonica (ITA), Pablo Estévez (ARG), Shoko Suguro (JPN) |
| 1. srpna 2012 9:00 | Report | Skóre po čtvrtinách: 12:13, 13:15, 15:14, 20:22 |         |             |  | Basketball Arena, Londýn Rozhodčí: Luigi Lamonica (ITA), Pablo Estévez (ARG), Shoko Suguro (JPN) |
| 1. srpna 2012 9:00 | Report | Thorburnová 17                                  | Body    | Gomisová 16 |  | Basketball Arena, Londýn Rozhodčí: Luigi Lamonica (ITA), Pablo Estévez (ARG), Shoko Suguro (JPN) |
| 1. srpna 2012 9:00 | Report | Achonwaová 8                                    | Dosk.   | Grudaová 6  |  | Basketball Arena, Londýn Rozhodčí: Luigi Lamonica (ITA), Pablo Estévez (ARG), Shoko Suguro (JPN) |
| 1. srpna 2012 9:00 | Report | Thorburnová 3                                   | Asist.  | 3 hráčky 3  |  | Basketball Arena, Londýn Rozhodčí: Luigi Lamonica (ITA), Pablo Estévez (ARG), Shoko Suguro (JPN) |

| 1. srpna 2012 14:30 | Report | Austrálie                                      | 67 – 61 | Brazílie               |  | Basketball Arena, Londýn Rozhodčí: Recep Ankarali (TUR), Carl Jungebrand (FIN), Vitalis Gode (KEN) |
| 1. srpna 2012 14:30 | Report | Skóre po čtvrtinách: 15:10, 16:8, 20:22, 16:21 |         |                        |  | Basketball Arena, Londýn Rozhodčí: Recep Ankarali (TUR), Carl Jungebrand (FIN), Vitalis Gode (KEN) |
| 1. srpna 2012 14:30 | Report | Jacksonová 18                                  | Body    | Costaová 22            |  | Basketball Arena, Londýn Rozhodčí: Recep Ankarali (TUR), Carl Jungebrand (FIN), Vitalis Gode (KEN) |
| 1. srpna 2012 14:30 | Report | Cambageová 10                                  | Dosk.   | Dantas do Amaralová 10 |  | Basketball Arena, Londýn Rozhodčí: Recep Ankarali (TUR), Carl Jungebrand (FIN), Vitalis Gode (KEN) |
| 1. srpna 2012 14:30 | Report | Harrowerová 5                                  | Asist.  | Costaová 3             |  | Basketball Arena, Londýn Rozhodčí: Recep Ankarali (TUR), Carl Jungebrand (FIN), Vitalis Gode (KEN) |

| 1. srpna 2012 16:45 | Report | Velká Británie                                  | 61 – 67 | Rusko          |  | Basketball Arena, Londýn Rozhodčí: Felicia Grinterová (USA), Rabah Noujaim (LIB), Jorge Vázquez (PUR) |
| 1. srpna 2012 16:45 | Report | Skóre po čtvrtinách: 14:16, 13:23, 18:13, 16:15 |         |                |  | Basketball Arena, Londýn Rozhodčí: Felicia Grinterová (USA), Rabah Noujaim (LIB), Jorge Vázquez (PUR) |
| 1. srpna 2012 16:45 | Report | Staffordová 18                                  | Body    | Běljakovová 12 |  | Basketball Arena, Londýn Rozhodčí: Felicia Grinterová (USA), Rabah Noujaim (LIB), Jorge Vázquez (PUR) |
| 1. srpna 2012 16:45 | Report | Pageová 7                                       | Dosk.   | Osipovová 9    |  | Basketball Arena, Londýn Rozhodčí: Felicia Grinterová (USA), Rabah Noujaim (LIB), Jorge Vázquez (PUR) |
| 1. srpna 2012 16:45 | Report | Collinsová, Leedhamová 3                        | Asist.  | Hammonová 6    |  | Basketball Arena, Londýn Rozhodčí: Felicia Grinterová (USA), Rabah Noujaim (LIB), Jorge Vázquez (PUR) |

| 3. srpna 2012 11:15 | Report | Rusko                                           | 66 – 70 | Austrálie               |  | Basketball Arena, Londýn Rozhodčí: Cristiano Maranho (BRA), Fernando Sampietro (ARG), Robert Lottermoser (GER) |
| 3. srpna 2012 11:15 | Report | Skóre po čtvrtinách: 15:21, 15:11, 18:22, 18:16 |         |                         |  | Basketball Arena, Londýn Rozhodčí: Cristiano Maranho (BRA), Fernando Sampietro (ARG), Robert Lottermoser (GER) |
| 3. srpna 2012 11:15 | Report | Osipovová 15                                    | Body    | Cambage 17              |  | Basketball Arena, Londýn Rozhodčí: Cristiano Maranho (BRA), Fernando Sampietro (ARG), Robert Lottermoser (GER) |
| 3. srpna 2012 11:15 | Report | Osipovová 9                                     | Dosk.   | Cambage 10              |  | Basketball Arena, Londýn Rozhodčí: Cristiano Maranho (BRA), Fernando Sampietro (ARG), Robert Lottermoser (GER) |
| 3. srpna 2012 11:15 | Report | Daniločkinová 4                                 | Asist.  | O'Heaová, Harrowerová 5 |  | Basketball Arena, Londýn Rozhodčí: Cristiano Maranho (BRA), Fernando Sampietro (ARG), Robert Lottermoser (GER) |

| 3. srpna 2012 14:30 | Report | Brazílie                                       | 73 – 79 | Kanada                       |  | Basketball Arena, Londýn Rozhodčí: José Carrion (PUR), Boris Riščik (UKR), Carole Delaunéová (FRA) |
| 3. srpna 2012 14:30 | Report | Skóre po čtvrtinách: 8:18, 17:21, 28:16, 20:24 |         |                              |  | Basketball Arena, Londýn Rozhodčí: José Carrion (PUR), Boris Riščik (UKR), Carole Delaunéová (FRA) |
| 3. srpna 2012 14:30 | Report | Érika (22)                                     | Body    | Pilypaitisová, Smithová (14) |  | Basketball Arena, Londýn Rozhodčí: José Carrion (PUR), Boris Riščik (UKR), Carole Delaunéová (FRA) |
| 3. srpna 2012 14:30 | Report | Joice (4)                                      | Dosk.   | Thorburnová (8)              |  | Basketball Arena, Londýn Rozhodčí: José Carrion (PUR), Boris Riščik (UKR), Carole Delaunéová (FRA) |
| 3. srpna 2012 14:30 | Report | Érika (12)                                     | Asist.  | Smithová (5)                 |  | Basketball Arena, Londýn Rozhodčí: José Carrion (PUR), Boris Riščik (UKR), Carole Delaunéová (FRA) |

| 3. srpna 2012 20:00 | Report | Francie                                                        | 80 – 77 | Velká Británie        | prodl. | Basketball Arena, Londýn Rozhodčí: Ilija Belošević (SRB), Oļegs Latiševs (LAT), Snehal Bendke (IND) |
| 3. srpna 2012 20:00 | Report | Skóre po čtvrtinách: 10:13, 17:10, 20:21, 20:23, Prodl.: 13:10 |         |                       | prodl. | Basketball Arena, Londýn Rozhodčí: Ilija Belošević (SRB), Oļegs Latiševs (LAT), Snehal Bendke (IND) |
| 3. srpna 2012 20:00 | Report | Skóre po poločasech: 67:67 Prodl.: 13:10                       |         |                       | prodl. | Basketball Arena, Londýn Rozhodčí: Ilija Belošević (SRB), Oļegs Latiševs (LAT), Snehal Bendke (IND) |
| 3. srpna 2012 20:00 | Report | Grudaová, Lawsonová-Wade. 16                                   | Body    | Leedhamová 29         | prodl. | Basketball Arena, Londýn Rozhodčí: Ilija Belošević (SRB), Oļegs Latiševs (LAT), Snehal Bendke (IND) |
| 3. srpna 2012 20:00 | Report | Godinová 8                                                     | Dosk.   | Pageová, Leedhamová 8 | prodl. | Basketball Arena, Londýn Rozhodčí: Ilija Belošević (SRB), Oļegs Latiševs (LAT), Snehal Bendke (IND) |
| 3. srpna 2012 20:00 | Report | Godinová 4                                                     | Asist.  | Pageová 3             | prodl. | Basketball Arena, Londýn Rozhodčí: Ilija Belošević (SRB), Oļegs Latiševs (LAT), Snehal Bendke (IND) |

| 5. srpna 2012 9:00 | Report | Francie                                        | 65 – 54 | Rusko                      |  | Basketball Arena, Londýn Rozhodčí: Pablo Estévez (ARG), Saša Pukl (SLO), Shoko Sugruro (JPN) |
| 5. srpna 2012 9:00 | Report | Skóre po čtvrtinách: 10:15, 15:6, 30:13, 10:20 |         |                            |  | Basketball Arena, Londýn Rozhodčí: Pablo Estévez (ARG), Saša Pukl (SLO), Shoko Sugruro (JPN) |
| 5. srpna 2012 9:00 | Report | Dumercová 12                                   | Body    | Běljakovová 14             |  | Basketball Arena, Londýn Rozhodčí: Pablo Estévez (ARG), Saša Pukl (SLO), Shoko Sugruro (JPN) |
| 5. srpna 2012 9:00 | Report | Yacoubou, Beikes 7                             | Dosk.   | Hammonová, Osipovová 5     |  | Basketball Arena, Londýn Rozhodčí: Pablo Estévez (ARG), Saša Pukl (SLO), Shoko Sugruro (JPN) |
| 5. srpna 2012 9:00 | Report | Dumercová 3                                    | Asist.  | Daniločkinová, Osipovová 3 |  | Basketball Arena, Londýn Rozhodčí: Pablo Estévez (ARG), Saša Pukl (SLO), Shoko Sugruro (JPN) |

| 5. srpna 2012 14:30 | Report | Kanada                                          | 63 – 72 | Austrálie                |  | Basketball Arena, Londýn Rozhodčí: Felicia Grinterová (USA), Oļegs Latiševs (LAT), Snehal Bendke (IND) |
| 5. srpna 2012 14:30 | Report | Skóre po čtvrtinách: 10:24, 12:11, 20:12, 21:25 |         |                          |  | Basketball Arena, Londýn Rozhodčí: Felicia Grinterová (USA), Oļegs Latiševs (LAT), Snehal Bendke (IND) |
| 5. srpna 2012 14:30 | Report | Smithová 17                                     | Body    | Snellová 12              |  | Basketball Arena, Londýn Rozhodčí: Felicia Grinterová (USA), Oļegs Latiševs (LAT), Snehal Bendke (IND) |
| 5. srpna 2012 14:30 | Report | Murphyová 5                                     | Dosk.   | Jacksonová 9             |  | Basketball Arena, Londýn Rozhodčí: Felicia Grinterová (USA), Oļegs Latiševs (LAT), Snehal Bendke (IND) |
| 5. srpna 2012 14:30 | Report | Thorburnová 5                                   | Asist.  | Screenová, Harrowerová 4 |  | Basketball Arena, Londýn Rozhodčí: Felicia Grinterová (USA), Oļegs Latiševs (LAT), Snehal Bendke (IND) |

| 5. srpna 2012 22:15 | Report | Velká Británie                                  | 66 – 78 | Brazílie  |  | Basketball Arena, Londýn Rozhodčí: Christos Christodoulou (GRE), William Kennedy (USA), Peng Ling (CHN) |
| 5. srpna 2012 22:15 | Report | Skóre po čtvrtinách: 19:19, 17:20, 17:25, 13:14 |         |           |  | Basketball Arena, Londýn Rozhodčí: Christos Christodoulou (GRE), William Kennedy (USA), Peng Ling (CHN) |
| 5. srpna 2012 22:15 | Report | Stafford 15                                     | Body    | Santos 16 |  | Basketball Arena, Londýn Rozhodčí: Christos Christodoulou (GRE), William Kennedy (USA), Peng Ling (CHN) |
| 5. srpna 2012 22:15 | Report | Stafford 10                                     | Dosk.   | Santos 13 |  | Basketball Arena, Londýn Rozhodčí: Christos Christodoulou (GRE), William Kennedy (USA), Peng Ling (CHN) |
| 5. srpna 2012 22:15 | Report | Stafford 4                                      | Asist.  | Pinto 12  |  | Basketball Arena, Londýn Rozhodčí: Christos Christodoulou (GRE), William Kennedy (USA), Peng Ling (CHN) |

### Čtvrtfinále
| 7. srpna 2012 14:00 | Report | USA                                            | 91 – 48 | Kanada      |  | North Greenwich Arena, Londýn Rozhodčí: Guerrino Cerebuch (ITA), Shoko Sugruro (JPN), Vitalis Gode (KEN) |
| 7. srpna 2012 14:00 | Report | Skóre po čtvrtinách: 19:8, 23:13, 26:10, 23:17 |         |             |  | North Greenwich Arena, Londýn Rozhodčí: Guerrino Cerebuch (ITA), Shoko Sugruro (JPN), Vitalis Gode (KEN) |
| 7. srpna 2012 14:00 | Report | Taurasi 15                                     | Body    | Smithová 13 |  | North Greenwich Arena, Londýn Rozhodčí: Guerrino Cerebuch (ITA), Shoko Sugruro (JPN), Vitalis Gode (KEN) |
| 7. srpna 2012 14:00 | Report | Moore, Parker 7                                | Dosk.   | Phillips 8  |  | North Greenwich Arena, Londýn Rozhodčí: Guerrino Cerebuch (ITA), Shoko Sugruro (JPN), Vitalis Gode (KEN) |
| 7. srpna 2012 14:00 | Report | Bird 5                                         | Asist.  | Phillips 5  |  | North Greenwich Arena, Londýn Rozhodčí: Guerrino Cerebuch (ITA), Shoko Sugruro (JPN), Vitalis Gode (KEN) |

| 7. srpna 2012 16:15 | Report | Austrálie                                      | 75 – 60 | Čína      |  | North Greenwich Arena, Londýn Rozhodčí: Oļegs Latiševs (LAT), Jelena Černovová (RUS), Carole Delauné (FRA) |
| 7. srpna 2012 16:15 | Report | Skóre po čtvrtinách: 22:16, 13:20, 20:16, 20:8 |         |           |  | North Greenwich Arena, Londýn Rozhodčí: Oļegs Latiševs (LAT), Jelena Černovová (RUS), Carole Delauné (FRA) |
| 7. srpna 2012 16:15 | Report | Cambageová 17                                  | Body    | Ma 15     |  | North Greenwich Arena, Londýn Rozhodčí: Oļegs Latiševs (LAT), Jelena Černovová (RUS), Carole Delauné (FRA) |
| 7. srpna 2012 16:15 | Report | Batkovicová 9                                  | Dosk.   | Chen N. 7 |  | North Greenwich Arena, Londýn Rozhodčí: Oļegs Latiševs (LAT), Jelena Černovová (RUS), Carole Delauné (FRA) |
| 7. srpna 2012 16:15 | Report | Richardsová 7                                  | Asist.  | Gao 3     |  | North Greenwich Arena, Londýn Rozhodčí: Oļegs Latiševs (LAT), Jelena Černovová (RUS), Carole Delauné (FRA) |

| 7. srpna 2012 20:00 | Report | Turecko                                         | 63 – 66 | Rusko         |  | North Greenwich Arena, Londýn Rozhodčí: José Carrion (PUR), William Kennedy (USA), Peng Ling (CHN) |
| 7. srpna 2012 20:00 | Report | Skóre po čtvrtinách: 16:23, 12:11, 23:27, 12:15 |         |               |  | North Greenwich Arena, Londýn Rozhodčí: José Carrion (PUR), William Kennedy (USA), Peng Ling (CHN) |
| 7. srpna 2012 20:00 | Report | Yilmazová 22                                    | Body    | Hammonová 19  |  | North Greenwich Arena, Londýn Rozhodčí: José Carrion (PUR), William Kennedy (USA), Peng Ling (CHN) |
| 7. srpna 2012 20:00 | Report | Albenová 4                                      | Dosk.   | Petrakovová 7 |  | North Greenwich Arena, Londýn Rozhodčí: José Carrion (PUR), William Kennedy (USA), Peng Ling (CHN) |
| 7. srpna 2012 20:00 | Report | Vardarlıová 6                                   | Asist.  | Hammonová 5   |  | North Greenwich Arena, Londýn Rozhodčí: José Carrion (PUR), William Kennedy (USA), Peng Ling (CHN) |

| 7. srpna 2012 22:15 | Report | Francie                                         | 71 – 68 | Česko        |  | North Greenwich Arena, Londýn Rozhodčí: Marcos Benito (BRA), Felicia Grinterová (USA), Rabah Noujaim (LIB) |
| 7. srpna 2012 22:15 | Report | Skóre po čtvrtinách: 16:12, 12:16, 13:23, 30:17 |         |              |  | North Greenwich Arena, Londýn Rozhodčí: Marcos Benito (BRA), Felicia Grinterová (USA), Rabah Noujaim (LIB) |
| 7. srpna 2012 22:15 | Report | Dumercová 23                                    | Body    | Vítečková 17 |  | North Greenwich Arena, Londýn Rozhodčí: Marcos Benito (BRA), Felicia Grinterová (USA), Rabah Noujaim (LIB) |
| 7. srpna 2012 22:15 | Report | Grudaová 7                                      | Dosk.   | Horáková 7   |  | North Greenwich Arena, Londýn Rozhodčí: Marcos Benito (BRA), Felicia Grinterová (USA), Rabah Noujaim (LIB) |
| 7. srpna 2012 22:15 | Report | Dumercová 6                                     | Asist.  | Horáková 7   |  | North Greenwich Arena, Londýn Rozhodčí: Marcos Benito (BRA), Felicia Grinterová (USA), Rabah Noujaim (LIB) |

### Semifinále
| 9. srpna 2012 17:00 | Report | Austrálie                                       | 73 – 86 | USA                       |  | North Greenwich Arena, Londýn Rozhodčí: Ilija Belošević (SRB), Boris Riščik (UKR), Snehal Bendke (IND) |
| 9. srpna 2012 17:00 | Report | Skóre po čtvrtinách: 22:20, 25:23, 12:22, 14:21 |         |                           |  | North Greenwich Arena, Londýn Rozhodčí: Ilija Belošević (SRB), Boris Riščik (UKR), Snehal Bendke (IND) |
| 9. srpna 2012 17:00 | Report | Cambageová 19                                   | Body    | Taurasiová, Charlesová 14 |  | North Greenwich Arena, Londýn Rozhodčí: Ilija Belošević (SRB), Boris Riščik (UKR), Snehal Bendke (IND) |
| 9. srpna 2012 17:00 | Report | Jacksonová 17                                   | Dosk.   | Charlesová 10             |  | North Greenwich Arena, Londýn Rozhodčí: Ilija Belošević (SRB), Boris Riščik (UKR), Snehal Bendke (IND) |
| 9. srpna 2012 17:00 | Report | Jarryová 5                                      | Asist.  | Charlesová 4              |  | North Greenwich Arena, Londýn Rozhodčí: Ilija Belošević (SRB), Boris Riščik (UKR), Snehal Bendke (IND) |

| 9. srpna 2012 21:00 | Report | Rusko                                           | 64 – 81 | Francie              |  | North Greenwich Arena, Londýn Rozhodčí: Guerrino Cerebuch (ITA), Jorge Vázquez (PUR), Stephen Seibel (CAN) |
| 9. srpna 2012 21:00 | Report | Skóre po čtvrtinách: 15:24, 16:14, 20:21, 13:22 |         |                      |  | North Greenwich Arena, Londýn Rozhodčí: Guerrino Cerebuch (ITA), Jorge Vázquez (PUR), Stephen Seibel (CAN) |
| 9. srpna 2012 21:00 | Report | Daniločkinová, Hammonová 13                     | Body    | Lawsonová-Wadeová 18 |  | North Greenwich Arena, Londýn Rozhodčí: Guerrino Cerebuch (ITA), Jorge Vázquez (PUR), Stephen Seibel (CAN) |
| 9. srpna 2012 21:00 | Report | Vieruová 8                                      | Dosk.   | Grudaová 8           |  | North Greenwich Arena, Londýn Rozhodčí: Guerrino Cerebuch (ITA), Jorge Vázquez (PUR), Stephen Seibel (CAN) |
| 9. srpna 2012 21:00 | Report | Hammonová 5                                     | Asist.  | Lawsonová-Wadeová 5  |  | North Greenwich Arena, Londýn Rozhodčí: Guerrino Cerebuch (ITA), Jorge Vázquez (PUR), Stephen Seibel (CAN) |

### Finále
| 11. srpna 2012 21:00 | Report | USA                                             | 86 – 50 | Francie                     |  | North Greenwich Arena, Londýn Rozhodčí: Fernando Sampietro (ARG), Jelena Černovová (RUS), Peng Ling (CHN) |
| 11. srpna 2012 21:00 | Report | Skóre po čtvrtinách: 20:15, 17:10, 26:12, 23:13 |         |                             |  | North Greenwich Arena, Londýn Rozhodčí: Fernando Sampietro (ARG), Jelena Černovová (RUS), Peng Ling (CHN) |
| 11. srpna 2012 21:00 | Report | Parkerová 21                                    | Body    | Grudaová, Lawson-Wadeová 12 |  | North Greenwich Arena, Londýn Rozhodčí: Fernando Sampietro (ARG), Jelena Černovová (RUS), Peng Ling (CHN) |
| 11. srpna 2012 21:00 | Report | Parkerová 11                                    | Dosk.   | Ndongueová 8                |  | North Greenwich Arena, Londýn Rozhodčí: Fernando Sampietro (ARG), Jelena Černovová (RUS), Peng Ling (CHN) |
| 11. srpna 2012 21:00 | Report | Taurasiová 6                                    | Asist.  | Dumercová 3                 |  | North Greenwich Arena, Londýn Rozhodčí: Fernando Sampietro (ARG), Jelena Černovová (RUS), Peng Ling (CHN) |

### O 3. místo
| 11. srpna 2012 17:00 | Report | Austrálie                                       | 83 – 74 | Rusko           |  | North Greenwich Arena, Londýn Rozhodčí: Jorge Vázquez (PUR), Felicia Grinterová (USA), Shoko Sugruro (JPN) |
| 11. srpna 2012 17:00 | Report | Skóre po čtvrtinách: 17:16, 21:14, 19:13, 26:31 |         |                 |  | North Greenwich Arena, Londýn Rozhodčí: Jorge Vázquez (PUR), Felicia Grinterová (USA), Shoko Sugruro (JPN) |
| 11. srpna 2012 17:00 | Report | Jacksonová 25                                   | Body    | Hammonová 19    |  | North Greenwich Arena, Londýn Rozhodčí: Jorge Vázquez (PUR), Felicia Grinterová (USA), Shoko Sugruro (JPN) |
| 11. srpna 2012 17:00 | Report | Jacksonová 11                                   | Dosk.   | Vodopjanovová 8 |  | North Greenwich Arena, Londýn Rozhodčí: Jorge Vázquez (PUR), Felicia Grinterová (USA), Shoko Sugruro (JPN) |
| 11. srpna 2012 17:00 | Report | O'Heaová 5                                      | Asist.  | Hammonová 4     |  | North Greenwich Arena, Londýn Rozhodčí: Jorge Vázquez (PUR), Felicia Grinterová (USA), Shoko Sugruro (JPN) |

### Soupisky žen
1.  USA
| - Lindsay Whalenová - Seimone Augustusová - Sue Birdová - Maya Mooreová | - Angel McCoughtryová - Asjha Jonesová - Tamika Catchingsová - Swin Cashová | - Diana Taurasiová - Sylvia Fowlesová - Tina Charlesová - Candace Parkerová |

2.  Francie
| - Isabelle Yacoubouová - Endéné Miyemová - Clémence Beikesová - Sandrine Grudaová | - Edwige Lawsonová-Wadeová - Céline Dumercová - Florence Lepronová - Émilie Gomisová | - Marion Labordeová - Élodie Godinová - Emmeline Ndongueová - Jennifer Digbeuová |

3.  Austrálie
| - Jenna O'Heaová - Samantha Richardsová - Jennifer Screenová - Abby Bishopová | - Suzy Batkovicová - Kathleen MacLeodová - Kristi Harrowerová - Laura Summertonová | - Belinda Snellová - Rachel Jarryová - Liz Cambageová - Lauren Jacksonová |

7.  Česko
| - Jana Veselá - Michaela Zrůstová - Kateřina Bartoňová - Kateřina Zohnová | - Ilona Burgrová - Hana Horáková - Alena Hanušová - Kateřina Elhotová | - Lenka Bartáková - Petra Kulichová - Tereza Pecková - Eva Vítečková |

### Konečné pořadí (ženy)
| XXX. | Olympijské hry | Z | V | P | Skóre   | B  |
| ---- | -------------- | - | - | - | ------- | -- |
| 1.   | USA            | 8 | 8 | 0 | 728:450 | 16 |
| 2.   | Francie        | 8 | 7 | 1 | 558:537 | 15 |
| 3.   | Austrálie      | 8 | 6 | 2 | 584:542 | 14 |
| 4.   | Rusko          | 8 | 4 | 4 | 518:535 | 12 |
| 5.   | Turecko        | 6 | 4 | 2 | 406:379 | 10 |
| 6.   | Čína           | 6 | 3 | 3 | 406:438 | 9  |
| 7.   | Česko          | 6 | 2 | 4 | 414:403 | 8  |
| 8.   | Kanada         | 6 | 2 | 4 | 376:423 | 8  |
| 9.   | Brazílie       | 5 | 1 | 4 | 329:354 | 6  |
| 10.  | Chorvatsko     | 5 | 1 | 4 | 324:379 | 6  |
| 11.  | Velká Británie | 5 | 0 | 5 | 327:372 | 5  |
| 12.  | Angola         | 5 | 0 | 5 | 243:395 | 5  |

## Rozhodčí
| - Samir Abaakil - Recep Ankaralı - Juan Carlos Arteaga - Michael Aylen - Ilija Belošević - Snehal Bendke - José Anibal Carrion - Guerrino Cerebuch - Jelena Černovová - Christos Christodoulou | - Carole Delaunéová - Pablo Alberto Estévez - Marcos Fornies Benito - Vitalis Odhiambo Gode - Felicia Andrea Grinterová - Carl Jungebrand - William Gene Kennedy - Luigi Lamonica - Oļegs Latiševs - Robert Lottermoser | - Cristiano Jesus Maranho - Vaughan Charles Mayberry - Rabah Noujaim - Peng Ling - Saša Pukl - Boris Riščik - Fernando Jorge Sampietro - Stephen Seibel - Shoko Sugruro - Jorge Vázquez |